# قائمة تشريعات العمل (مصر)
قوانين وقرارات العمل والخدمة المدنية والأجور في مصر

## العمل والخدمة المدنية

### الخدمة المدنية
| م | التشريع المنظم                                                                        | تشريعات التعديلات | قرارات اللائحة التنفيذية للتشريع المنظم | الحالة           | ملاحظات |
| - | ------------------------------------------------------------------------------------- | --- | --------------------------------------- | ---------------- | --- |
|   | الخدمة المدنية قانون رقم 81 لسنة 2016                                                 | |                                         | ساري             | - ألغي بموجبه القانون رقم 47 لسنة 1978 في شأن نظام العاملين المدنيين بالدولة. - العاملين المخاطبين بالقانون: الوظائف في: 1. الوزارات 2. المصالح الحكومية 3. الأجهزة الحكومية 4. وحدات الإدارة المحلية 5. الهيئات العامة وذلك ما لم تنص قوانين أو قرارات إنشائها على ما يخالف ذلك.                                                                                     |
|   | الخدمة المدنية قانون رقم 18 لسنة 2015                                                 | |                                         | ملغى             | - ألغي بموجبه القانون رقم 47 لسنة 1978 في شأن نظام العاملين المدنيين بالدولة. - قرار مجلس النواب بعدم إقرار القانون رقم 18 لسنة 2015 واعتماد نفاذه حتى 2016/01/20 - العاملين المخاطبين بالقانون: الوظائف في: 1. الوزارات 2. المصالح الحكومية 3. الأجهزة الحكومية 4. وحدات الإدارة المحلية 5. الهيئات العامة وذلك ما لم تنص قوانين أو قرارات إنشائها على ما يخالف ذلك. |
|   | الوظائف المدنية القيادية في الجهاز الإداري للدولة والقطاع العام قانون رقم 5 لسنة 1991 | |                                         | ملغي             | |
|   | نظام العاملين بالمجاري والصرف الصحي قانون رقم 26 لسنة 1983                            | قانون رقم 4 لسنة 1999 |                                         | ساري             | |
|   | تشغيل العاملين بالمناجم والمحاجر قانون رقم 27 لسنة 1981                               | |                                         | ساري             | |
|   | نظام العاملين بالقطاع العام قانون رقم 48 لسنة 1978                                    | - قانون رقم 109 لسنة 1981 - قانون رقم 54 لسنة 1981 - قانون رقم 136 لسنة 1980 - قانون رقم 42 لسنة 1979 |                                         | ساري             | ألغي بموجبه: - قانون نظام العاملين المدنيين بالدولة رقم 61 لسنة 1971 |
|   | نظام العاملين المدنيين بالدولة قانون رقم 47 لسنة 1978                                 | - قانون رقم 19 لسنة 2012 - قانون رقم 179 لسنة 2005 - قانون رقم 5 لسنة 2000 - قانون رقم 34 لسنة 1992 - قانون رقم 219 لسنة 1991 - قانون رقم 115 لسنة 1983 - قانون رقم 117 لسنة 1982 - قانون رقم 132 لسنة 1981 - قانون رقم 108 لسنة 1981 - قانون رقم 136 لسنة 1980 - قانون رقم 42 لسنة 1979 |                                         | ملغى             | |
|   | تصحيح أوضاع العاملين المدنيين بالدولة والقطاع العام قانون رقم 11 لسنة 1975            | - قانون رقم 18 لسنة 1978 - قانون رقم 111 لسنة 1981 - قانون رقم 51 لسنة 1979 - قانون رقم 23 لسنة 1978 - قانون رقم 23 لسنة 1977 - قانون رقم 77 لسنة 1976 |                                         | استنفد الغرض منه | |
|   | نظام العاملين بالقطاع العام قانون رقم 61 لسنة 1971                                    | - قانون رقم 97 لسنة 1975 - قانون رقم 3 لسنة 1975 - قانون رقم 127 لسنة 1974 |                                         | ملغي             | |
|   | نظام العاملين المدنيين بالدولة قانون رقم 58 لسنة 1971                                 | - قانون رقم 127 لسنة 1974 - قانون رقم 41 لسنة 1973 |                                         | ملغي             | |
|   | نظام العاملين المدنيين بالدولة قانون رقم 46 لسنة 1964                                 | - قانون رقم 60 لسنة 1970 - قانون رقم 47 لسنة 1970 - قانون رقم 3 لسنة 1970 - قانون رقم 25 لسنة 1969 - قانون رقم 36 لسنة 1968 - قانون رقم 158 لسنة 1964 |                                         | ملغي             | |
|   | نظام العاملين بالمؤسسات العامة قانون رقم 800 لسنة 1963                                | |                                         |                  | |
|   | نظام موظفي الدولة قانون رقم 210 لسنة 1951                                             | - قانون رقم 122 لسنة 1962 - قانون رقم 76 لسنة 1962 - قانون رقم 186 لسنة 1960 - قانون رقم 32 لسنة 1960 - قانون رقم 268 لسنة 1959 - قانون رقم 237 لسنة 1959 - قانون رقم 208 لسنة 1959 - قانون رقم 151 لسنة 1959 - قانون رقم 177 لسنة 1957 - قانون رقم 73 لسنة 1957 - قانون رقم 370 لسنة 1956 - قانون رقم 347 لسنة 1956 - قانون رقم 383 لسنة 1956 - قانون رقم 322 لسنة 1956 - قانون رقم 321 لسنة 1956 - قانون رقم 311 لسنة 1956 - قانون رقم 310 لسنة 1956 - قانون رقم 281 لسنة 1956 - قانون رقم 201 لسنة 1956 - قانون رقم 39 لسنة 1956 - قانون رقم 45 لسنة 1956 - قانون رقم 620 لسنة 1955 - قانون رقم 534 لسنة 1955 - قانون رقم 477 لسنة 1955 - قانون رقم 409 لسنة 1955 - قانون رقم 398 لسنة 1955 - قانون رقم 320 لسنة 1955 - قانون رقم 312 لسنة 1955 - قانون رقم 238 لسنة 1955 - قانون رقم 58 لسنة 1955 - قانون رقم 450 لسنة 1954 - قانون رقم 579 لسنة 1953 - قانون رقم 432 لسنة 1953 - قانون رقم 132 لسنة 1953 - قانون رقم 94 لسنة 1953 - قانون رقم 339 لسنة 1952 - قانون رقم 287 لسنة 1952 - قانون رقم 225 لسنة 1952 - قانون رقم 134 لسنة 1952 - قانون رقم 125 لسنة 1952 - قانون رقم 79 لسنة 1952 - قانون رقم 17 لسنة 1952 |                                         | ملغى             | |

### العمل
| م | التشريع المنظم                                   | تشريعات التعديلات | قرارات اللائحة التنفيذية للتشريع المنظم | الحالة | ملاحظات |
| - | ------------------------------------------------ | --- | --------------------------------------- | ------ | --- |
|   | العمل قانون رقم 14 لسنة 2025                     | |                                         | ساري   | |
|   | مرتبة امتياز حقوق العمال قانون رقم 125 لسنة 2010 | |                                         | ملغى   | |
|   | العمل قانون رقم 12 لسنة 2003                     | - قانون رقم 180 لسنة 2008 - قانون رقم 90 لسنة 2005 |                                         | ملغى   | العاملين المخاطبين بالقانون: كل شخص طبيعي يعمل لقاء أجر لدى صاحب عمل وتحت إدارته وإشرافه ويستثنى من ذلك كل من: 1. العاملين بأجهزة الدولة بما في ذلك وحدات الإدارة المحلية والهيئات العامة 2. عمال الخدمة المنزلية ومن في حكمهم 3. أفراد أسرة صاحب العمل الذين يعولهم فعلا وذلك ما لم يرد نص على خلاف ذلك |
|   | العمل قانون رقم 137 لسنة 1981                    | - قانون رقم 105 لسنة 1987 - قانون رقم 119 لسنة 1982 - قانون رقم 33 لسنة 1982 |                                         | ملغى   | |
|   | العمل قانون رقم 91 لسنة 1959                     | - قانون رقم 100 لسنة 1980 - قانون رقم 126 لسنة 1974 - قانون رقم 24 لسنة 1974 - قانون رقم 54 لسنة 1970 - قانون رقم 80 لسنة 1964 - قانون رقم 62 لسنة 1964 - قانون رقم 94 لسنة 1962 - قانون رقم 159 لسنة 1961 - قانون رقم 276 لسنة 1960 - قانون رقم 228 لسنة 1960 - قانون رقم 132 لسنة 1960 - قانون رقم 162 لسنة 1959 |                                         | ملغي   | |

### عمالة الأطفال
| م | التشريع المنظم               | تشريعات التعديلات | قرارات اللائحة التنفيذية للتشريع المنظم | الحالة | ملاحظات |
| - | ---------------------------- | --- | --- | ------ | ------- |
|   | الطفل قانون رقم 12 لسنة 1996 | - قانون رقم 186 لسنة 2023 - قانون رقم 182 لسنة 2023 - قانون رقم 161 لسنة 2021 - قانون رقم 7 لسنة 2015 - قانون رقم 6 لسنة 2015 - قانون رقم 126 لسنة 2008 | - قرار رئيس مجلس الوزراء رقم 1143 لسنة 2020 - قرار رئيس مجلس الوزراء رقم 1783 لسنة 2018 - قرار رئيس مجلس الوزراء رقم 178 لسنة 2016 - قرار رئيس مجلس الوزراء رقم 208 لسنة 2014 - قرار رئيس مجلس الوزراء رقم 2075 لسنة 2010 - قرار رئيس مجلس الوزراء رقم 3452 لسنة 1997 |        |         |

### العمالة غير المنتظمة
| م | التشريع المنظم                                                                 | تشريعات التعديلات | قرارات اللائحة التنفيذية للتشريع المنظم | الحالة | ملاحظات |
| - | ------------------------------------------------------------------------------ | ----------------- | --------------------------------------- | ------ | ------- |
|   | أحكام تشغيل ورعاية العمالة غير المنتظمة قرار وزاري رقم 327 لسنة 2015           |                   |                                         |        |         |
|   | إصدار اللائحة المنظمة لتشغيل العمالة غير المنتظمة قرار وزاري رقم 213 لسنة 2003 |                   |                                         |        |         |

## الأجور

### الحد الأدنى للأجور بالقطاع العام
قرارات الحد الأدنى للأجور بالقطاع العام:
| # | التشريع المنظم                            | اعتباراً من | الحد الأدنى الشهري للدرجة الوظيفية / أو ما يعادلها (جنيه مصري) | الحد الأدنى الشهري للدرجة الوظيفية / أو ما يعادلها (جنيه مصري) | الحد الأدنى الشهري للدرجة الوظيفية / أو ما يعادلها (جنيه مصري) | الحد الأدنى الشهري للدرجة الوظيفية / أو ما يعادلها (جنيه مصري) | الحد الأدنى الشهري للدرجة الوظيفية / أو ما يعادلها (جنيه مصري) | الحد الأدنى الشهري للدرجة الوظيفية / أو ما يعادلها (جنيه مصري) | الحد الأدنى الشهري للدرجة الوظيفية / أو ما يعادلها (جنيه مصري) | الحد الأدنى الشهري للدرجة الوظيفية / أو ما يعادلها (جنيه مصري) | الحد الأدنى الشهري للدرجة الوظيفية / أو ما يعادلها (جنيه مصري) |
| # | التشريع المنظم                            | اعتباراً من | الممتازة                                                       | العالية                                                        | مدير عام                                                       | الأولى                                                         | الثانية                                                        | الثالثة                                                        | الرابعة                                                        | الخامسة                                                        | السادسة                                                        |
| - | ----------------------------------------- | ---------- | -------------------------------------------------------------- | -------------------------------------------------------------- | -------------------------------------------------------------- | -------------------------------------------------------------- | -------------------------------------------------------------- | -------------------------------------------------------------- | -------------------------------------------------------------- | -------------------------------------------------------------- | -------------------------------------------------------------- |
| 1 | قرار رئيس مجلس الوزراء رقم 63 لسنة 2014   | 2014/01/01 |                                                                |                                                                |                                                                |                                                                |                                                                |                                                                |                                                                |                                                                | 1,200                                                          |
| 2 | قرار رئيس مجلس الوزراء رقم 1627 لسنة 2019 | 2019/07/08 | 7,000                                                          | 5,000                                                          | 4,000                                                          | 3,500                                                          | 3,000                                                          | 2,600                                                          | 2,400                                                          | 2,200                                                          | 2,000                                                          |
| 3 | قرار رئيس مجلس الوزراء رقم 2421 لسنة 2019 |            |                                                                |                                                                |                                                                |                                                                |                                                                |                                                                |                                                                |                                                                |                                                                |
| 3 | قرار رئيس مجلس الوزراء رقم 1455 لسنة 2021 | 2021/07/01 | 8,400                                                          | 6,000                                                          | 4,800                                                          | 4,200                                                          | 3,600                                                          | 3,120                                                          | 2,880                                                          | 2,640                                                          | 2,400                                                          |
| 4 | قرار رئيس مجلس الوزراء رقم 1325 لسنة 2022 | 2022/04/01 | 8,700                                                          | 6,300                                                          | 5,100                                                          | 4,500                                                          | 3,900                                                          | 3,420                                                          | 3,180                                                          | 2,940                                                          | 2,700                                                          |
| 5 | قرار رئيس مجلس الوزراء رقم 4017 لسنة 2022 | 2022/11/01 | 9,000                                                          | 6,600                                                          | 5,400                                                          | 4,800                                                          | 4,200                                                          | 3,720                                                          | 3,480                                                          | 3,240                                                          | 3,000                                                          |
| 6 | قرار رئيس مجلس الوزراء رقم 1408 لسنة 2023 | 2023/04/01 | 10,500                                                         | 8,500                                                          | 7,000                                                          | 6,500                                                          | 5,500                                                          | 5,000                                                          | 4,500                                                          | 4,000                                                          | 3,500                                                          |
| 7 | قرار رئيس مجلس الوزراء رقم 4220 لسنة 2023 | 2023/10/01 | 11,000                                                         | 9,000                                                          | 8,000                                                          | 7,000                                                          | 6,000                                                          | 5,500                                                          | 5,000                                                          | 4,500                                                          | 4,000                                                          |
| 8 | قرار رئيس مجلس الوزراء رقم 631 لسنة 2024  | 2024/03/01 | 12,000                                                         | 10,000                                                         | 9,000                                                          | 7,500                                                          | 7,000                                                          | 6,750                                                          | 6,500                                                          | 6,250                                                          | 6,000                                                          |
| 9 | قرار رئيس مجلس الوزراء رقم 2594 لسنة 2025 | 2025/07/01 | 13,500                                                         | 11,250                                                         | 10,250                                                         | 8,500                                                          | 8,000                                                          | 7,750                                                          | 7,500                                                          | 7,250                                                          | 7,000                                                          |

### الحد الأدنى للأجور بالقطاع الخاص
قوانين وقرارات الحد الأدنى للأجور بالقطاع الخاص:
- قرار رئيس مجلس الوزراء رقم 983 لسنة 2003 بشأن إنشاء المجلس القومي للأجور[135]
- قرار رئيس مجلس الوزراء رقم 1133 لسنة 2011 بشأن إعادة تشكيل المجلس القومي للأجور وتحديد اختصاصاته[136]
- قرار رئيس مجلس الوزراء رقم 2659 لسنة 2020 بشأن إعادة تشكيل المجلس القومي للأجور وتحديد اختصاصاته[137]

| #  | التشريع المنظم                                                  | اعتباراً من    | الحد الأدنى الشهري للأجر (جنيه مصري) |
| -- | --------------------------------------------------------------- | ------------- | ------------------------------------ |
| 1  | رقم 24 لسنة 1972                                                | 1 سبتمبر 1972 | 0.30                                 |
| 2  | رقم 64 لسنة 1974                                                | 18 يوليو 1974 | 0.40                                 |
| 3  | رقم 125 لسنة 1980                                               | 1 مايو 1980   | 20                                   |
| 4  | رقم 119 لسنة 1981                                               | 1 يوليو 1981  | 25                                   |
| 5  | قرار وزير التخطيط (رئيس المجلس القومي للأجور)                   | 2008          | 300                                  |
| 6  | قرار وزير التخطيط (رئيس المجلس القومي للأجور)                   | 2010          | 400                                  |
| 7  | قرار وزير التخطيط (رئيس المجلس القومي للأجور)                   | 1 يناير 2012  | 700                                  |
| 8  | قرار وزير التخطيط (رئيس المجلس القومي للأجور)                   | 1 يناير 2015  | 1,200                                |
| 9  | قرار وزير التخطيط (رئيس المجلس القومي للأجور)                   | 2020          | 2,000                                |
| 10 | قرار وزير التخطيط (رئيس المجلس القومي للأجور) رقم 57 لسنة 2021  | 1 يناير 2022  | 2,400                                |
| 11 | قرار وزير التخطيط (رئيس المجلس القومي للأجور) رقم 103 لسنة 2022 | 1 يناير 2023  | 2,700                                |
| 12 | قرار وزير التخطيط (رئيس المجلس القومي للأجور) رقم 46 لسنة 2023  | 1 يوليو 2023  | 3,000                                |
| 13 | قرار وزير التخطيط (رئيس المجلس القومي للأجور) رقم 90 لسنة 2023  | 1 يناير 2024  | 3,500                                |
| 14 | قرار وزير التخطيط (رئيس المجلس القومي للأجور) رقم 27 لسنة 2024  | 1 مايو 2024   | 6,000                                |
| 15 | قرار وزير التخطيط (رئيس المجلس القومي للأجور) رقم 15 لسنة 2025  | 1 مارس 2025   | 7,000                                |

### علاوات الدولة الخاصة
علاوات الدولة الخاصة أو العلاوات الخاصة أو قوانين العلاوات الخاصة في مصر هي مجموعة من العلاوات كل منها تمثل علاوة «زيادة على الأجر» سنوية تمنحها الحكومة المصرية لموظفيها في القطاعات الحكومية المختلفة بنسبة تختلف من عام لآخر وذلك منذ عام 1987. تمنح العلاوة بعد موافقة مجلس النواب على قانون منح العلاوة والذي يصدره رئيس الجمهورية سنويا بهدف دعم الموظفين وتحسين ظروفهم المعيشية والتخفيف من آثار الظروف الاقتصادية عن كاهلهم. وفي أغلب الأوقات يتم إقرار العلاوة الخاصة في 1 يوليو من كل عام.
| م | القانون المنظم | القانون المنظم | تواريخ العلاوة | تواريخ العلاوة | تواريخ العلاوة           | نسبة العلاوة | العاملين المخاطبين بالقانون | الحد (إن وجد بالجنيه المصري) | الحد (إن وجد بالجنيه المصري) | نوع العلاوة | تطبيق الضرائب والرسوم | ملاحظات |
| م | الرقم والسنة   | تاريخ الإصدار  | تحسب في        | تقر في         | تضم الى الأجر الأساسي في | نسبة العلاوة | العاملين المخاطبين بالقانون | الأدنى                       | الأقصى                       | نوع العلاوة | تطبيق الضرائب والرسوم | ملاحظات |
| --- | -------------- | -------------- | -------------- | -------------- | ------------------------ | ------------ | --- | ---------------------------- | ---------------------------- | --- | --------------------- | --- |
| 1 | 101 لسنة 1987  | 1987/07/06     | 1987/06/30     | 1987/07/01     | 1992/07/01               | 20%          | العاملين في الدولة داخل جمهورية مصر العربية الدائمون والمؤقتون والمعينون بمكافآت شاملة بكل من: 1. الجهاز الإداري للدولة 2. وحدات الحكم المحلي (الإدارة المحلية) 3. الهيئات العامة 4. المؤسسات العامة 5. هيئات وشركات القطاع العام 6. العاملون بالدولة الذين تنظم شئون توظيفهم قوانين أو لوائح خاصة 7. ذوو المناصب العامة والربط الثابت |                              |                              | - بالنسبة للعاملين الموجودين في الخدمة قبل تاريخ إقرار العلاوة: تكون العلاوة غير مضمومة في تاريخ إقرارها وتضم بعد 5 سنوات من تاريخ إقرارها إلى الأجر الأساسي. - بالنسبة للعاملين المعينين بعد تاريخ إقرار العلاوة وقبل تاريخ ضمها: تكون العلاوة غير مضمومة في تاريخ التعيين وتضم بعد 5 سنوات من تاريخ إقرارها إلى الأجر الأساسي. - بالنسبة للعاملين المعينين بعد تاريخ ضم العلاوة: تكون العلاوة مضمومة إلى الأجر الأساسي في تاريخ التعيين. | معفاة                 | - ضمت إلى الأجر الأساسي طبقا لنص القانون رقم 29 لسنة 1992. |
| 2 | 149 لسنة 1988  | 1988/06/26     | 1988/06/30     | 1988/07/01     | 1993/07/01               | 15%          | العاملين في الدولة داخل جمهورية مصر العربية الدائمون والمؤقتون والمعينون بمكافآت شاملة بكل من: 1. الجهاز الإداري للدولة 2. وحدات الحكم المحلي (الإدارة المحلية) 3. الهيئات العامة 4. المؤسسات العامة 5. هيئات وشركات القطاع العام 6. العاملون بالدولة الذين تنظم شئون توظيفهم قوانين أو لوائح خاصة 7. ذوو المناصب العامة والربط الثابت |                              |                              | - بالنسبة للعاملين الموجودين في الخدمة قبل تاريخ إقرار العلاوة: تكون العلاوة غير مضمومة في تاريخ إقرارها وتضم بعد 5 سنوات من تاريخ إقرارها إلى الأجر الأساسي. - بالنسبة للعاملين المعينين بعد تاريخ إقرار العلاوة وقبل تاريخ ضمها: تكون العلاوة غير مضمومة في تاريخ التعيين وتضم بعد 5 سنوات من تاريخ إقرارها إلى الأجر الأساسي. - بالنسبة للعاملين المعينين بعد تاريخ ضم العلاوة: تكون العلاوة مضمومة إلى الأجر الأساسي في تاريخ التعيين. | معفاة                 | - ضمت إلى الأجر الأساسي طبقا لنص القانون رقم 29 لسنة 1992. |
| 3 | 123 لسنة 1989  | 1989/07/06     | 1989/06/30     | 1989/07/01     | 1994/07/01               | 15%          | العاملين في الدولة داخل جمهورية مصر العربية الدائمون والمؤقتون والمعينون بمكافآت شاملة بكل من: 1. الجهاز الإداري للدولة 2. وحدات الحكم المحلي (الإدارة المحلية) 3. الهيئات العامة 4. المؤسسات العامة 5. هيئات وشركات القطاع العام 6. العاملون بالدولة الذين تنظم شئون توظيفهم قوانين أو لوائح خاصة 7. ذوو المناصب العامة والربط الثابت |                              |                              | - بالنسبة للعاملين الموجودين في الخدمة قبل تاريخ إقرار العلاوة: تكون العلاوة غير مضمومة في تاريخ إقرارها وتضم بعد 5 سنوات من تاريخ إقرارها إلى الأجر الأساسي. - بالنسبة للعاملين المعينين بعد تاريخ إقرار العلاوة وقبل تاريخ ضمها: تكون العلاوة غير مضمومة في تاريخ التعيين وتضم بعد 5 سنوات من تاريخ إقرارها إلى الأجر الأساسي. - بالنسبة للعاملين المعينين بعد تاريخ ضم العلاوة: تكون العلاوة مضمومة إلى الأجر الأساسي في تاريخ التعيين. | معفاة                 | - ضمت إلى الأجر الأساسي طبقا لنص القانون رقم 29 لسنة 1992. |
| 4 | 13 لسنة 1990   | 1990/05/31     | 1990/06/30     | 1990/07/01     | 1995/07/01               | 15%          | العاملين في الدولة داخل جمهورية مصر العربية الدائمون والمؤقتون والمعينون بمكافآت شاملة بكل من: 1. الجهاز الإداري للدولة 2. وحدات الحكم المحلي (الإدارة المحلية) 3. الهيئات العامة 4. المؤسسات العامة 5. هيئات وشركات القطاع العام 6. العاملون بالدولة الذين تنظم شئون توظيفهم قوانين أو لوائح خاصة 7. ذوو المناصب العامة والربط الثابت |                              |                              | - بالنسبة للعاملين الموجودين في الخدمة قبل تاريخ إقرار العلاوة: تكون العلاوة غير مضمومة في تاريخ إقرارها وتضم بعد 5 سنوات من تاريخ إقرارها إلى الأجر الأساسي. - بالنسبة للعاملين المعينين بعد تاريخ إقرار العلاوة وقبل تاريخ ضمها: تكون العلاوة غير مضمومة في تاريخ التعيين وتضم بعد 5 سنوات من تاريخ إقرارها إلى الأجر الأساسي. - بالنسبة للعاملين المعينين بعد تاريخ ضم العلاوة: تكون العلاوة مضمومة إلى الأجر الأساسي في تاريخ التعيين. | معفاة                 | - ضمت إلى الأجر الأساسي طبقا لنص القانون رقم 29 لسنة 1992. |
| 5 | 13 لسنة 1991   | 1991/05/09     | 1991/06/30     | 1991/07/01     | 1996/07/01               | 15%          | العاملين في الدولة داخل جمهورية مصر العربية الدائمون والمؤقتون والمعينون بمكافآت شاملة بكل من: 1. الجهاز الإداري للدولة 2. وحدات الحكم المحلي (الإدارة المحلية) 3. الهيئات العامة 4. المؤسسات العامة 5. هيئات وشركات القطاع العام 6. العاملون بالدولة الذين تنظم شئون توظيفهم قوانين أو لوائح خاصة 7. ذوو المناصب العامة والربط الثابت |                              |                              | - بالنسبة للعاملين الموجودين في الخدمة قبل تاريخ إقرار العلاوة: تكون العلاوة غير مضمومة في تاريخ إقرارها وتضم بعد 5 سنوات من تاريخ إقرارها إلى الأجر الأساسي. - بالنسبة للعاملين المعينين بعد تاريخ إقرار العلاوة وقبل تاريخ ضمها: تكون العلاوة غير مضمومة في تاريخ التعيين وتضم بعد 5 سنوات من تاريخ إقرارها إلى الأجر الأساسي. - بالنسبة للعاملين المعينين بعد تاريخ ضم العلاوة: تكون العلاوة مضمومة إلى الأجر الأساسي في تاريخ التعيين. | معفاة                 | - ضمت إلى الأجر الأساسي طبقا لنص القانون رقم 29 لسنة 1992. |
| 6 | 29 لسنة 1992   | 1992/06/01     | 1992/06/30     | 1992/07/01     | 1997/07/01               | 20%          | العاملين في الدولة داخل جمهورية مصر العربية الدائمون والمؤقتون والمعينون بمكافآت شاملة بكل من: 1. الجهاز الإداري للدولة 2. وحدات الإدارة المحلية 3. الهيئات العامة 4. المؤسسات العامة 5. شركات القطاع العام 6. شركات قطاع الأعمال العام 7. العاملون بالدولة الذين تنظم شئون توظيفهم قوانين أو لوائح خاصة 8. ذوو المناصب العامة والربط الثابت |                              |                              | - بالنسبة للعاملين الموجودين في الخدمة قبل تاريخ إقرار العلاوة: تكون العلاوة غير مضمومة في تاريخ إقرارها وتضم بعد 5 سنوات من تاريخ إقرارها إلى الأجر الأساسي. - بالنسبة للعاملين المعينين بعد تاريخ إقرار العلاوة وقبل تاريخ ضمها: تكون العلاوة غير مضمومة في تاريخ التعيين وتضم بعد 5 سنوات من تاريخ إقرارها إلى الأجر الأساسي. - بالنسبة للعاملين المعينين بعد تاريخ ضم العلاوة: تكون العلاوة مضمومة إلى الأجر الأساسي في تاريخ التعيين. | معفاة                 | [ 161 ] [ 162 ] [ 163 ] |
| 7 | 174 لسنة 1993  | 1993/06/20     | 1993/06/30     | 1993/07/01     | 1998/07/01               | 10%          | العاملين في الدولة داخل جمهورية مصر العربية الدائمون والمؤقتون والمعينون بمكافآت شاملة بكل من: 1. الجهاز الإداري للدولة 2. وحدات الإدارة المحلية 3. الهيئات العامة 4. المؤسسات العامة 5. شركات القطاع العام 6. شركات قطاع الأعمال العام 7. العاملون بالدولة الذين تنظم شئون توظيفهم قوانين أو لوائح خاصة 8. ذوو المناصب العامة والربط الثابت |                              |                              | - بالنسبة للعاملين الموجودين في الخدمة قبل تاريخ إقرار العلاوة: تكون العلاوة غير مضمومة في تاريخ إقرارها وتضم بعد 5 سنوات من تاريخ إقرارها إلى الأجر الأساسي. - بالنسبة للعاملين المعينين بعد تاريخ إقرار العلاوة وقبل تاريخ ضمها: تكون العلاوة غير مضمومة في تاريخ التعيين وتضم بعد 5 سنوات من تاريخ إقرارها إلى الأجر الأساسي. - بالنسبة للعاملين المعينين بعد تاريخ ضم العلاوة: تكون العلاوة مضمومة إلى الأجر الأساسي في تاريخ التعيين. | معفاة                 | [ 164 ] [ 165 ] [ 166 ] |
| 8 | 203 لسنة 1994  | 1994/06/18     | 1994/06/30     | 1994/07/01     | 1999/07/01               | 10%          | العاملين في الدولة داخل جمهورية مصر العربية الدائمون والمؤقتون والمعينون بمكافآت شاملة بكل من: 1. الجهاز الإداري للدولة 2. وحدات الإدارة المحلية 3. الهيئات العامة 4. المؤسسات العامة 5. شركات القطاع العام 6. شركات قطاع الأعمال العام 7. العاملون بالدولة الذين تنظم شئون توظيفهم قوانين أو لوائح خاصة 8. ذوو المناصب العامة والربط الثابت |                              |                              | - بالنسبة للعاملين الموجودين في الخدمة قبل تاريخ إقرار العلاوة: تكون العلاوة غير مضمومة في تاريخ إقرارها وتضم بعد 5 سنوات من تاريخ إقرارها إلى الأجر الأساسي. - بالنسبة للعاملين المعينين بعد تاريخ إقرار العلاوة وقبل تاريخ ضمها: تكون العلاوة غير مضمومة في تاريخ التعيين وتضم بعد 5 سنوات من تاريخ إقرارها إلى الأجر الأساسي. - بالنسبة للعاملين المعينين بعد تاريخ ضم العلاوة: تكون العلاوة مضمومة إلى الأجر الأساسي في تاريخ التعيين. | معفاة                 | يمنح شاغلو الوظائف ذات الربط الثابت وذوو المناصب العامة زيادة سنوية مقدارها 120 جنيه اعتبارا من 1994/7/1 وبما لا يجاوز خمس زيادات. |
| 9 | 23 لسنة 1995   | 1995/04/20     | 1995/06/30     | 1995/07/01     | 2000/07/01               | 10%          | العاملين في الدولة داخل جمهورية مصر العربية الدائمون والمؤقتون والمعينون بمكافآت شاملة بكل من: 1. الجهاز الإداري للدولة 2. وحدات الإدارة المحلية 3. الهيئات العامة 4. المؤسسات العامة 5. شركات القطاع العام 6. شركات قطاع الأعمال العام 7. العاملون بالدولة الذين تنظم شئون توظيفهم قوانين أو لوائح خاصة 8. ذوو المناصب العامة والربط الثابت |                              |                              | - بالنسبة للعاملين الموجودين في الخدمة قبل تاريخ إقرار العلاوة: تكون العلاوة غير مضمومة في تاريخ إقرارها وتضم بعد 5 سنوات من تاريخ إقرارها إلى الأجر الأساسي. - بالنسبة للعاملين المعينين بعد تاريخ إقرار العلاوة وقبل تاريخ ضمها: تكون العلاوة غير مضمومة في تاريخ التعيين وتضم بعد 5 سنوات من تاريخ إقرارها إلى الأجر الأساسي. - بالنسبة للعاملين المعينين بعد تاريخ ضم العلاوة: تكون العلاوة مضمومة إلى الأجر الأساسي في تاريخ التعيين. | معفاة                 | [ 170 ] [ 171 ] [ 172 ] |
| 10 | 85 لسنة 1996   | 1996/06/21     | 1996/06/30     | 1996/07/01     | 2001/07/01               | 10%          | العاملين في الدولة داخل جمهورية مصر العربية الدائمون والمؤقتون والمعينون بمكافآت شاملة بكل من: 1. الجهاز الإداري للدولة 2. وحدات الإدارة المحلية 3. الهيئات العامة 4. المؤسسات العامة 5. شركات القطاع العام 6. شركات قطاع الأعمال العام 7. العاملون بالدولة الذين تنظم شئون توظيفهم قوانين أو لوائح خاصة 8. ذوو المناصب العامة والربط الثابت |                              |                              | - بالنسبة للعاملين الموجودين في الخدمة قبل تاريخ إقرار العلاوة: تكون العلاوة غير مضمومة في تاريخ إقرارها وتضم بعد 5 سنوات من تاريخ إقرارها إلى الأجر الأساسي. - بالنسبة للعاملين المعينين بعد تاريخ إقرار العلاوة وقبل تاريخ ضمها: تكون العلاوة غير مضمومة في تاريخ التعيين وتضم بعد 5 سنوات من تاريخ إقرارها إلى الأجر الأساسي. - بالنسبة للعاملين المعينين بعد تاريخ ضم العلاوة: تكون العلاوة مضمومة إلى الأجر الأساسي في تاريخ التعيين. | معفاة                 | [ 173 ] [ 174 ] [ 175 ] |
| 11 | 82 لسنة 1997   | 1997/05/29     | 1997/06/30     | 1997/07/01     | 2002/07/01               | 10%          | العاملين في الدولة داخل جمهورية مصر العربية الدائمون والمؤقتون والمعينون بمكافآت شاملة بكل من: 1. الجهاز الإداري للدولة 2. وحدات الإدارة المحلية 3. الهيئات العامة 4. المؤسسات العامة 5. شركات القطاع العام 6. شركات قطاع الأعمال العام 7. العاملون بالدولة الذين تنظم شئون توظيفهم قوانين أو لوائح خاصة 8. ذوو المناصب العامة والربط الثابت |                              |                              | - بالنسبة للعاملين الموجودين في الخدمة قبل تاريخ إقرار العلاوة: تكون العلاوة غير مضمومة في تاريخ إقرارها وتضم بعد 5 سنوات من تاريخ إقرارها إلى الأجر الأساسي. - بالنسبة للعاملين المعينين بعد تاريخ إقرار العلاوة وقبل تاريخ ضمها: تكون العلاوة غير مضمومة في تاريخ التعيين وتضم بعد 5 سنوات من تاريخ إقرارها إلى الأجر الأساسي. - بالنسبة للعاملين المعينين بعد تاريخ ضم العلاوة: تكون العلاوة مضمومة إلى الأجر الأساسي في تاريخ التعيين. | معفاة                 | [ 176 ] [ 177 ] [ 178 ] |
| 12 | 90 لسنة 1998   | 1998/05/08     | 1998/06/30     | 1998/07/01     | 2003/07/01               | 10%          | العاملين في الدولة داخل جمهورية مصر العربية الدائمون والمؤقتون والمعينون بمكافآت شاملة بكل من: 1. الجهاز الإداري للدولة 2. وحدات الإدارة المحلية 3. الهيئات العامة 4. المؤسسات العامة 5. شركات القطاع العام 6. شركات قطاع الأعمال العام 7. العاملون بالدولة الذين تنظم شئون توظيفهم قوانين أو لوائح خاصة 8. ذوو المناصب العامة والربط الثابت |                              |                              | - بالنسبة للعاملين الموجودين في الخدمة قبل تاريخ إقرار العلاوة: تكون العلاوة غير مضمومة في تاريخ إقرارها وتضم بعد 5 سنوات من تاريخ إقرارها إلى الأجر الأساسي. - بالنسبة للعاملين المعينين بعد تاريخ إقرار العلاوة وقبل تاريخ ضمها: تكون العلاوة غير مضمومة في تاريخ التعيين وتضم بعد 5 سنوات من تاريخ إقرارها إلى الأجر الأساسي. - بالنسبة للعاملين المعينين بعد تاريخ ضم العلاوة: تكون العلاوة مضمومة إلى الأجر الأساسي في تاريخ التعيين. | معفاة                 | [ 179 ] [ 180 ] [ 181 ] |
| 13 | 19 لسنة 1999   | 1999/05/23     | 1999/06/30     | 1999/07/01     | 2004/07/01               | 10%          | العاملين في الدولة داخل جمهورية مصر العربية الدائمون والمؤقتون والمعينون بمكافآت شاملة بكل من: 1. الجهاز الإداري للدولة 2. وحدات الإدارة المحلية 3. الهيئات العامة 4. المؤسسات العامة 5. شركات القطاع العام 6. شركات قطاع الأعمال العام 7. العاملون بالدولة الذين تنظم شئون توظيفهم قوانين أو لوائح خاصة 8. ذوو المناصب العامة والربط الثابت |                              |                              | - بالنسبة للعاملين الموجودين في الخدمة قبل تاريخ إقرار العلاوة: تكون العلاوة غير مضمومة في تاريخ إقرارها وتضم بعد 5 سنوات من تاريخ إقرارها إلى الأجر الأساسي. - بالنسبة للعاملين المعينين بعد تاريخ إقرار العلاوة وقبل تاريخ ضمها: تكون العلاوة غير مضمومة في تاريخ التعيين وتضم بعد 5 سنوات من تاريخ إقرارها إلى الأجر الأساسي. - بالنسبة للعاملين المعينين بعد تاريخ ضم العلاوة: تكون العلاوة مضمومة إلى الأجر الأساسي في تاريخ التعيين. | معفاة                 | [ 182 ] [ 183 ] [ 184 ] |
| 14 | 84 لسنة 2000   | 2000/05/18     | 2000/06/30     | 2000/07/01     | 2005/07/01               | 10%          | العاملين في الدولة داخل جمهورية مصر العربية الدائمون والمؤقتون والمعينون بمكافآت شاملة بكل من: 1. الجهاز الإداري للدولة 2. وحدات الإدارة المحلية 3. الهيئات العامة 4. المؤسسات العامة 5. شركات القطاع العام 6. شركات قطاع الأعمال العام 7. العاملون بالدولة الذين تنظم شئون توظيفهم قوانين أو لوائح خاصة 8. ذوو المناصب العامة والربط الثابت |                              |                              | - بالنسبة للعاملين الموجودين في الخدمة قبل تاريخ إقرار العلاوة: تكون العلاوة غير مضمومة في تاريخ إقرارها وتضم بعد 5 سنوات من تاريخ إقرارها إلى الأجر الأساسي. - بالنسبة للعاملين المعينين بعد تاريخ إقرار العلاوة وقبل تاريخ ضمها: تكون العلاوة غير مضمومة في تاريخ التعيين وتضم بعد 5 سنوات من تاريخ إقرارها إلى الأجر الأساسي. - بالنسبة للعاملين المعينين بعد تاريخ ضم العلاوة: تكون العلاوة مضمومة إلى الأجر الأساسي في تاريخ التعيين. | معفاة                 | [ 185 ] [ 186 ] [ 187 ] |
| 15 | 18 لسنة 2001   | 2001/05/24     | 2001/06/30     | 2001/07/01     | 2006/07/01               | 10%          | العاملين في الدولة داخل جمهورية مصر العربية الدائمون والمؤقتون والمعينون بمكافآت شاملة بكل من: 1. الجهاز الإداري للدولة 2. وحدات الإدارة المحلية 3. الهيئات العامة 4. المؤسسات العامة 5. شركات القطاع العام 6. شركات قطاع الأعمال العام 7. العاملون بالدولة الذين تنظم شئون توظيفهم قوانين أو لوائح خاصة 8. ذوو المناصب العامة والربط الثابت |                              |                              | - بالنسبة للعاملين الموجودين في الخدمة قبل تاريخ إقرار العلاوة: تكون العلاوة غير مضمومة في تاريخ إقرارها وتضم بعد 5 سنوات من تاريخ إقرارها إلى الأجر الأساسي. - بالنسبة للعاملين المعينين بعد تاريخ إقرار العلاوة وقبل تاريخ ضمها: تكون العلاوة غير مضمومة في تاريخ التعيين وتضم بعد 5 سنوات من تاريخ إقرارها إلى الأجر الأساسي. - بالنسبة للعاملين المعينين بعد تاريخ ضم العلاوة: تكون العلاوة مضمومة إلى الأجر الأساسي في تاريخ التعيين. | معفاة                 | [ 188 ] [ 189 ] |
| 16 | 149 لسنة 2002  | 2002/06/13     | 2002/06/30     | 2002/07/01     | 2007/07/01               | 10%          | العاملين في الدولة داخل جمهورية مصر العربية الدائمون والمؤقتون والمعينون بمكافآت شاملة بكل من: 1. الجهاز الإداري للدولة 2. وحدات الإدارة المحلية 3. الهيئات العامة 4. المؤسسات العامة 5. شركات القطاع العام 6. شركات قطاع الأعمال العام 7. العاملون بالدولة الذين تنظم شئون توظيفهم قوانين أو لوائح خاصة 8. ذوو المناصب العامة والربط الثابت |                              |                              | - بالنسبة للعاملين الموجودين في الخدمة قبل تاريخ إقرار العلاوة: تكون العلاوة غير مضمومة في تاريخ إقرارها وتضم بعد 5 سنوات من تاريخ إقرارها إلى الأجر الأساسي. - بالنسبة للعاملين المعينين بعد تاريخ إقرار العلاوة وقبل تاريخ ضمها: تكون العلاوة غير مضمومة في تاريخ التعيين وتضم بعد 5 سنوات من تاريخ إقرارها إلى الأجر الأساسي. - بالنسبة للعاملين المعينين بعد تاريخ ضم العلاوة: تكون العلاوة مضمومة إلى الأجر الأساسي في تاريخ التعيين. | معفاة                 | [ 190 ] [ 191 ] [ 192 ] |
| 17 | 89 لسنة 2003   | 2003/06/15     | 2003/06/30     | 2003/07/01     | 2008/07/01               | 10%          | العاملين في الدولة داخل جمهورية مصر العربية الدائمون والمؤقتون والمعينون بمكافآت شاملة بكل من: 1. الجهاز الإداري للدولة 2. وحدات الإدارة المحلية 3. الهيئات العامة 4. المؤسسات العامة 5. شركات القطاع العام 6. شركات قطاع الأعمال العام 7. العاملون بالدولة الذين تنظم شئون توظيفهم قوانين أو لوائح خاصة 8. ذوو المناصب العامة والربط الثابت |                              |                              | - بالنسبة للعاملين الموجودين في الخدمة قبل تاريخ إقرار العلاوة: تكون العلاوة غير مضمومة في تاريخ إقرارها وتضم بعد 5 سنوات من تاريخ إقرارها إلى الأجر الأساسي. - بالنسبة للعاملين المعينين بعد تاريخ إقرار العلاوة وقبل تاريخ ضمها: تكون العلاوة غير مضمومة في تاريخ التعيين وتضم بعد 5 سنوات من تاريخ إقرارها إلى الأجر الأساسي. - بالنسبة للعاملين المعينين بعد تاريخ ضم العلاوة: تكون العلاوة مضمومة إلى الأجر الأساسي في تاريخ التعيين. | معفاة                 | [ 193 ] [ 194 ] [ 195 ] |
| 18 | 86 لسنة 2004   | 2004/05/22     | 2004/06/30     | 2004/07/01     | 2009/07/01               | 10%          | العاملين في الدولة داخل جمهورية مصر العربية الدائمون والمؤقتون والمعينون بمكافآت شاملة بكل من: 1. الجهاز الإداري للدولة 2. وحدات الإدارة المحلية 3. الهيئات العامة 4. المؤسسات العامة 5. شركات القطاع العام 6. شركات قطاع الأعمال العام 7. العاملون بالدولة الذين تنظم شئون توظيفهم قوانين أو لوائح خاصة 8. ذوو المناصب العامة والربط الثابت |                              |                              | - بالنسبة للعاملين الموجودين في الخدمة قبل تاريخ إقرار العلاوة: تكون العلاوة غير مضمومة في تاريخ إقرارها وتضم بعد 5 سنوات من تاريخ إقرارها إلى الأجر الأساسي. - بالنسبة للعاملين المعينين بعد تاريخ إقرار العلاوة وقبل تاريخ ضمها: تكون العلاوة غير مضمومة في تاريخ التعيين وتضم بعد 5 سنوات من تاريخ إقرارها إلى الأجر الأساسي. - بالنسبة للعاملين المعينين بعد تاريخ ضم العلاوة: تكون العلاوة مضمومة إلى الأجر الأساسي في تاريخ التعيين. | معفاة                 | [ 196 ] [ 197 ] [ 198 ] |
| 19 | 92 لسنة 2005   | 2005/06/09     | 2005/06/30     | 2005/07/01     | 2010/07/01               | 20%          | العاملين في الدولة داخل جمهورية مصر العربية الدائمون والمؤقتون والمعينون بمكافآت شاملة بكل من: 1. الجهاز الإداري للدولة 2. وحدات الإدارة المحلية 3. الهيئات العامة 4. المؤسسات العامة 5. شركات القطاع العام 6. شركات قطاع الأعمال العام 7. العاملون بالدولة الذين تنظم شئون توظيفهم قوانين أو لوائح خاصة 8. ذوو المناصب العامة والربط الثابت | 30                           |                              | - بالنسبة للعاملين الموجودين في الخدمة قبل تاريخ إقرار العلاوة: تكون العلاوة غير مضمومة في تاريخ إقرارها وتضم بعد 5 سنوات من تاريخ إقرارها إلى الأجر الأساسي. - بالنسبة للعاملين المعينين بعد تاريخ إقرار العلاوة وقبل تاريخ ضمها: تكون العلاوة غير مضمومة في تاريخ التعيين وتضم بعد 5 سنوات من تاريخ إقرارها إلى الأجر الأساسي. - بالنسبة للعاملين المعينين بعد تاريخ ضم العلاوة: تكون العلاوة مضمومة إلى الأجر الأساسي في تاريخ التعيين. | معفاة                 | [ 199 ] [ 200 ] [ 201 ] |
| 20 | 85 لسنة 2006   | 2006/06/06     | 2006/06/30     | 2006/07/01     | 2011/07/01               | 10%          | العاملين في الدولة داخل جمهورية مصر العربية الدائمون والمؤقتون والمعينون بمكافآت شاملة بكل من: 1. الجهاز الإداري للدولة 2. وحدات الإدارة المحلية 3. الهيئات العامة 4. المؤسسات العامة 5. شركات القطاع العام 6. شركات قطاع الأعمال العام 7. العاملون بالدولة الذين تنظم شئون توظيفهم قوانين أو لوائح خاصة 8. ذوو المناصب العامة والربط الثابت | 36                           |                              | - بالنسبة للعاملين الموجودين في الخدمة قبل تاريخ إقرار العلاوة: تكون العلاوة غير مضمومة في تاريخ إقرارها وتضم بعد 5 سنوات من تاريخ إقرارها إلى الأجر الأساسي. - بالنسبة للعاملين المعينين بعد تاريخ إقرار العلاوة وقبل تاريخ ضمها: تكون العلاوة غير مضمومة في تاريخ التعيين وتضم بعد 5 سنوات من تاريخ إقرارها إلى الأجر الأساسي. - بالنسبة للعاملين المعينين بعد تاريخ ضم العلاوة: تكون العلاوة مضمومة إلى الأجر الأساسي في تاريخ التعيين. | معفاة                 | [ 202 ] [ 203 ] [ 204 ] |
| 21 | 77 لسنة 2007   | 2007/06/06     | 2007/06/30     | 2007/07/01     | 2012/07/01               | 15%          | العاملين في الدولة داخل جمهورية مصر العربية الدائمون والمؤقتون والمعينون بمكافآت شاملة بكل من: 1. الجهاز الإداري للدولة 2. وحدات الإدارة المحلية 3. الهيئات العامة 4. المؤسسات العامة 5. شركات القطاع العام 6. شركات قطاع الأعمال العام 7. العاملون بالدولة الذين تنظم شئون توظيفهم قوانين أو لوائح خاصة 8. ذوو المناصب العامة والربط الثابت |                              |                              | - بالنسبة للعاملين الموجودين في الخدمة قبل تاريخ إقرار العلاوة: تكون العلاوة غير مضمومة في تاريخ إقرارها وتضم بعد 5 سنوات من تاريخ إقرارها إلى الأجر الأساسي. - بالنسبة للعاملين المعينين بعد تاريخ إقرار العلاوة وقبل تاريخ ضمها: تكون العلاوة غير مضمومة في تاريخ التعيين وتضم بعد 5 سنوات من تاريخ إقرارها إلى الأجر الأساسي. - بالنسبة للعاملين المعينين بعد تاريخ ضم العلاوة: تكون العلاوة مضمومة إلى الأجر الأساسي في تاريخ التعيين. | معفاة                 | [ 205 ] [ 206 ] [ 207 ] |
| 22 | 114 لسنة 2008  | 2008/05/05     | 2008/04/30     | 2008/05/01     | 2013/05/01               | 30%          | العاملين في الدولة داخل جمهورية مصر العربية الدائمون والمؤقتون والمعينون بمكافآت شاملة بكل من: 1. الجهاز الإداري للدولة 2. وحدات الإدارة المحلية 3. الهيئات العامة 4. شركات القطاع العام 5. شركات قطاع الأعمال العام 6. العاملون بالدولة الذين تنظم شئون توظيفهم قوانين أو لوائح خاصة 7. ذوو المناصب العامة والربط الثابت |                              |                              | - بالنسبة للعاملين الموجودين في الخدمة قبل تاريخ إقرار العلاوة: تكون العلاوة غير مضمومة في تاريخ إقرارها وتضم بعد 5 سنوات من تاريخ إقرارها إلى الأجر الأساسي. - بالنسبة للعاملين المعينين بعد تاريخ إقرار العلاوة وقبل تاريخ ضمها: تكون العلاوة غير مضمومة في تاريخ التعيين وتضم بعد 5 سنوات من تاريخ إقرارها إلى الأجر الأساسي. - بالنسبة للعاملين المعينين بعد تاريخ ضم العلاوة: تكون العلاوة مضمومة إلى الأجر الأساسي في تاريخ التعيين. | معفاة                 | تم تعديل هذا القانون بالقانون رقم 102 لسنة 2011. |
| 23 | 128 لسنة 2009  | 2009/06/11     | 2009/06/30     | 2009/07/01     | 2014/07/01               | 10%          | العاملين في الدولة داخل جمهورية مصر العربية الدائمون والمؤقتون والمعينون بمكافآت شاملة بكل من: 1. الجهاز الإداري للدولة 2. وحدات الإدارة المحلية 3. الهيئات العامة 4. المؤسسات العامة 5. شركات القطاع العام 6. شركات قطاع الأعمال العام 7. العاملون بالدولة الذين تنظم شئون توظيفهم قوانين أو لوائح خاصة 8. ذوو المناصب العامة والربط الثابت |                              |                              | - بالنسبة للعاملين الموجودين في الخدمة قبل تاريخ إقرار العلاوة: تكون العلاوة غير مضمومة في تاريخ إقرارها وتضم بعد 5 سنوات من تاريخ إقرارها إلى الأجر الأساسي. - بالنسبة للعاملين المعينين بعد تاريخ إقرار العلاوة وقبل تاريخ ضمها: تكون العلاوة غير مضمومة في تاريخ التعيين وتضم بعد 5 سنوات من تاريخ إقرارها إلى الأجر الأساسي. - بالنسبة للعاملين المعينين بعد تاريخ ضم العلاوة: تكون العلاوة مضمومة إلى الأجر الأساسي في تاريخ التعيين. | معفاة                 | [ 212 ] [ 213 ] [ 214 ] |
| 24 | 70 لسنة 2010   | 2010/05/22     | 2010/06/30     | 2010/07/01     | 2015/07/01               | 10%          | العاملين في الدولة داخل جمهورية مصر العربية الدائمون والمؤقتون والمعينون بمكافآت شاملة بكل من: 1. الجهاز الإداري للدولة 2. وحدات الإدارة المحلية 3. الهيئات العامة 4. المؤسسات العامة 5. شركات القطاع العام 6. شركات قطاع الأعمال العام 7. العاملون بالدولة الذين تنظم شئون توظيفهم قوانين أو لوائح خاصة 8. ذوو المناصب العامة والربط الثابت |                              |                              | - بالنسبة للعاملين الموجودين في الخدمة قبل تاريخ إقرار العلاوة: تكون العلاوة غير مضمومة في تاريخ إقرارها وتضم بعد 5 سنوات من تاريخ إقرارها إلى الأجر الأساسي. - بالنسبة للعاملين المعينين بعد تاريخ إقرار العلاوة وقبل تاريخ ضمها: تكون العلاوة غير مضمومة في تاريخ التعيين وتضم بعد 5 سنوات من تاريخ إقرارها إلى الأجر الأساسي. - بالنسبة للعاملين المعينين بعد تاريخ ضم العلاوة: تكون العلاوة مضمومة إلى الأجر الأساسي في تاريخ التعيين. | معفاة                 | [ 215 ] [ 216 ] [ 217 ] |
| 25 | 2 لسنة 2011    | 2011/02/16     | 2011/03/31     | 2011/04/01     | 2016/04/01               | 15%          | العاملين في الدولة داخل جمهورية مصر العربية الدائمون والمؤقتون بمكافآت شاملة بكل من: 1. الجهاز الإداري للدولة 2. وحدات الإدارة المحلية 3. الهيئات العامة 4. غيرها من الأشخاص الاعتبارية العامة 5. شركات القطاع العام 6. شركات قطاع الأعمال العام 7. العاملون بالدولة الذين تنظم شئون توظيفهم قوانين أو لوائح خاصة 8. ذوو المناصب العامة والربط الثابت |                              |                              | - بالنسبة للعاملين الموجودين في الخدمة قبل تاريخ إقرار العلاوة: تكون العلاوة غير مضمومة في تاريخ إقرارها وتضم بعد 5 سنوات من تاريخ إقرارها إلى الأجر الأساسي. - بالنسبة للعاملين المعينين بعد تاريخ إقرار العلاوة وقبل تاريخ ضمها: تكون العلاوة غير مضمومة في تاريخ التعيين وتضم بعد 5 سنوات من تاريخ إقرارها إلى الأجر الأساسي. - بالنسبة للعاملين المعينين بعد تاريخ ضم العلاوة: تكون العلاوة مضمومة إلى الأجر الأساسي في تاريخ التعيين. | معفاة                 | [ 218 ] [ 219 ] |
| 26 | 82 لسنة 2012   | 2012/07/14     | 2012/06/30     | 2012/07/01     | 2012/07/01               | 15%          | العاملين في الدولة داخل جمهورية مصر العربية الدائمون والمؤقتون بمكافآت شاملة بكل من: 1. الجهاز الإداري للدولة 2. وحدات الإدارة المحلية 3. الهيئات العامة 4. غيرها من الأشخاص الاعتبارية العامة 5. شركات القطاع العام 6. شركات قطاع الأعمال العام 7. العاملون بالدولة الذين تنظم شئون توظيفهم قوانين أو لوائح خاصة 8. ذوو المناصب العامة والربط الثابت |                              |                              | - بالنسبة للعاملين الموجودين في الخدمة قبل تاريخ إقرار العلاوة: تكون العلاوة غير مضمومة في تاريخ إقرارها وتضم بعد 5 سنوات من تاريخ إقرارها إلى الأجر الأساسي. - بالنسبة للعاملين المعينين بعد تاريخ إقرار العلاوة وقبل تاريخ ضمها: تكون العلاوة غير مضمومة في تاريخ التعيين وتضم بعد 5 سنوات من تاريخ إقرارها إلى الأجر الأساسي. - بالنسبة للعاملين المعينين بعد تاريخ ضم العلاوة: تكون العلاوة مضمومة إلى الأجر الأساسي في تاريخ التعيين. | معفاة                 | [ 220 ] [ 221 ] |
| 27 | 78 لسنة 2013   | 2013/08/07     | 2013/06/30     | 2013/07/01     | 2018/07/01               | 10%          | العاملين في الدولة داخل جمهورية مصر العربية الدائمون والمؤقتون بمكافآت شاملة بكل من: 1. الجهاز الإداري للدولة 2. وحدات الإدارة المحلية 3. الهيئات العامة 4. غيرها من الأشخاص الاعتبارية العامة 5. شركات القطاع العام 6. شركات قطاع الأعمال العام 7. العاملون بالدولة الذين تنظم شئون توظيفهم قوانين أو لوائح خاصة 8. ذوو المناصب العامة والربط الثابت |                              |                              | - بالنسبة للعاملين الموجودين في الخدمة قبل تاريخ إقرار العلاوة: تكون العلاوة غير مضمومة في تاريخ إقرارها وتضم بعد 5 سنوات من تاريخ إقرارها إلى الأجر الأساسي. - بالنسبة للعاملين المعينين بعد تاريخ إقرار العلاوة وقبل تاريخ ضمها: تكون العلاوة غير مضمومة في تاريخ التعيين وتضم بعد 5 سنوات من تاريخ إقرارها إلى الأجر الأساسي. - بالنسبة للعاملين المعينين بعد تاريخ ضم العلاوة: تكون العلاوة مضمومة إلى الأجر الأساسي في تاريخ التعيين. | معفاة                 | [ 222 ] [ 223 ] |
| 28 | 42 لسنة 2014   | 2014/06/01     | 2014/06/30     | 2014/07/01     |                          | 10%          | العاملين في الدولة داخل جمهورية مصر العربية الدائمون والمؤقتون بمكافآت شاملة بكل من: 1. الجهاز الإداري للدولة 2. وحدات الإدارة المحلية 3. الهيئات العامة 4. غيرها من الأشخاص الاعتبارية العامة 5. شركات القطاع العام 6. شركات قطاع الأعمال العام 7. العاملون بالدولة الذين تنظم شئون توظيفهم قوانين أو لوائح خاصة 8. ذوو المناصب العامة والربط الثابت |                              |                              | غير مضمومة | غير معفاة             | [ 224 ] [ 225 ] |
| بداية تطبيق قانون الخدمة المدنية - قرار رئيس الجمهورية بإصدار قانون الخدمة المدنية رقم 18 لسنة 2015 الصادر في 2015/03/12. - قرار مجلس النواب بعدم إقرار القانون رقم 18 لسنة 2015 واعتماد نفاذه حتى 2016/01/20. - إصدار قانون الخدمة المدنية رقم 81 لسنة 2016 الصادر في 2016/11/01. - - طبقاً للمادة 1: يعمل بأحكام القانون المرافق في شأن الخدمة المدنية، وتسري أحكامه على الوظائف في الوزارات ومصالحها والأجهزة الحكومية ووحدات الإدارة المحلية والهيئات العامة، وذلك ما لم تنص قوانين أو قرارات إنشائها على ما يخالف ذلك. - طبقاً للمادة 2: يلغى قانون نظام العاملين المدنيين بالدولة الصادر بالقانون رقم 47 لسنة 1978، كما يلغى كل حكم يخالف أحكام القانون المرفق. - طبقاً للباب الخامس (مادة 37): يستحق الموظف علاوة دورية سنوية في الأول من يوليو التالي لإنقضاء سنة من تاريخ شغل الوظيفة أو من تاريخ استحقاق العلاوة الدورية السابقة بنسبة 7% من الأجر الوظيفي، على أن يعاد النظر في هذه النسبة بصفة دورية. |                |                |                |                |                          |              | |                              |                              | |                       | |
| 29 | 99 لسنة 2015   | 2015/09/09     | 2015/06/30     | 2015/07/01     |                          | 10%          | العاملين في الدولة داخل جمهورية مصر العربية من غير المخاطبين بأحكام قانون الخدمة المدنية وهم: 1. العاملون الدائمون والمؤقتون بمكافآت شاملة 2. ذوو المناصب العامة والربط الثابت 3. العاملون بالدولة الذين تنظم شئون توظيفهم قوانين أو لوائح خاصة |                              |                              | غير مضمومة | غير معفاة             | [ 230 ] [ 231 ] |
| 30 | 16 لسنة 2017   | 2017/05/14     | 2016/06/30     | 2016/01/01     | 2016/07/01               | 10%          | العاملين في الدولة داخل جمهورية مصر العربية من غير المخاطبين بأحكام قانون الخدمة المدنية وهم: 1. العاملون الدائمون والمؤقتون بمكافآت شاملة 2. ذوو المناصب العامة والربط الثابت 3. العاملون بالدولة الذين تنظم شئون توظيفهم قوانين أو لوائح خاصة لشركات القطاع العام وقطاع الأعمال العام أن تمنح العاملين بها علاوة خاصة بما لا يجاوز 10%. | 65                           | 120                          | مضمومة إلى الأجر الأساسي في تاريخ إقرارها | غير معفاة             | [ 232 ] [ 233 ] |
| 31 | 77 لسنة 2017   | 2017/06/21     | 2017/06/30     | 2017/07/01     | 2017/07/01               | 10%          | العاملين في الدولة داخل جمهورية مصر العربية من غير المخاطبين بأحكام قانون الخدمة المدنية وهم: 1. العاملون الدائمون والمؤقتون بمكافآت شاملة 2. ذوو المناصب العامة والربط الثابت 3. العاملون بالدولة الذين تنظم شئون توظيفهم قوانين أو لوائح خاصة | 65                           |                              | مضمومة إلى الأجر الأساسي في تاريخ إقرارها | غير معفاة             | [ 234 ] [ 235 ] |
| 32 | 78 لسنة 2017   | 2017/06/21     | 2017/06/30     | 2017/07/01     | 2017/07/01               | 10%          | العاملين في الدولة داخل جمهورية مصر العربية من غير المخاطبين بأحكام قانون الخدمة المدنية وهم: 1. العاملون الدائمون والمؤقتون بمكافآت شاملة 2. ذوو المناصب العامة والربط الثابت 3. العاملون بالدولة الذين تنظم شئون توظيفهم قوانين أو لوائح خاصة | 65                           | 130                          | علاوة غلاء استثنائية مضمومة إلى الأجر الأساسي في تاريخ إقرارها | غير معفاة             | [ 236 ] [ 237 ] |
| 32 | 79 لسنة 2017   | 2017/06/21     | 2017/06/30     | 2017/07/01     | 2017/07/01               | 7%           | العاملين المخاطبين بقانون الخدمة المدنية | 65                           | 130                          | علاوة غلاء استثنائية مضمومة إلى الأجر الأساسي في تاريخ إقرارها | غير معفاة             | - يكون الحد الأدنى لقيمة العلاوة الدورية السنوية المستحقة للعاملين المخاطبين بقانون الخدمة المدنية مبلغ 65 جنيه. - يتم الجمع بين علاوة الغلاء الاستثنائية والعلاوة الدورية السنوية المقررة بقانون الخدمة المدنية. |
| 33 | 96 لسنة 2018   | 2018/06/23     | 2018/06/30     | 2018/07/01     | 2018/07/01               | 10%          | العاملين في الدولة داخل جمهورية مصر العربية من غير المخاطبين بأحكام قانون الخدمة المدنية وهم بحسب الأحول: 1. العاملون الدائمون والمؤقتون بمكافآت شاملة 2. ذوو المناصب العامة والربط الثابت 3. العاملون بالدولة الذين تنظم شئون توظيفهم قوانين أو لوائح خاصة تمنح شركات القطاع العام وقطاع الأعمال العام العاملين بها وكحد أدنى علاوات وزيادات (شاملة العلاوات الدورية) لا تقل في مجموعها عما تمنحه الحكومة للعاملين بها وتصرف من موازنة كل شركة. | 65                           |                              | مضمومة إلى الأجر الأساسي في تاريخ إقرارها | غير معفاة             | يمنح العاملون المخاطبين بقانون الخدمة المدنية والعاملون الغير مخاطبين بقانون الخدمة المدنية علاوة استثنائية بالفئات المالية المقطوعة التالية: 1. الدرجات المالية الرابعة فما دونها: 200 جنيه. 2. الدرجات المالية الثالثة والثانية والأولى: 190جنيه. 3. درجة مدير عام فما فوقها: 180 جنيه. أو ما يعادل كل منها. وتعد جزء من الأجر الوظيفي أو الأساسي وتضم إليه اعتبارا من 2018/07/01. |
| 34 | 76 لسنة 2019   | 2019/06/26     | 2019/06/30     | 2019/07/01     | 2019/07/01               | 10%          | العاملين في الدولة داخل جمهورية مصر العربية من غير المخاطبين بأحكام قانون الخدمة المدنية الدائمون والمؤقتون بمكافآت شاملة بكل من: 1. الهيئات العامة الاقتصادية 2. العاملون بالدولة الذين تنظم شئون توظيفهم قوانين أو لوائح خاصة 3. ذوو المناصب العامة والربط الثابت الذين تدرج اعتماداتهم المالية بالموازنة تمنح الجهات التالية العاملين بها منحة شهرية تعادل الفرق بين نسبة العلاوة الدورية السنوية ونسبة العلاوة الخاصة المقررة (10%) كحد أقصى: 1. شركات القطاع العام 2. شركات قطاع الأعمال | 75                           |                              | مضمومة إلى الأجر الأساسي في تاريخ إقرارها | غير معفاة             | - يكون الحد الأدنى لقيمة العلاوة الدورية السنوية المستحقة للعاملين المخاطبين بقانون الخدمة المدنية مبلغ 75 جنيه. - يمنح العاملين المخاطبين بقانون الخدمة المدنية والعاملين الغير مخاطبين بقانون الخدمة المدنية حافزاً شهرياً بفئة مالية مقطوعة 150 جنيه. |
| 35 | 29 لسنة 2020   | 20/20/06/17    | 2020/06/30     | 2020/07/01     | 2020/07/01               | 12%          | العاملين في الدولة داخل جمهورية مصر العربية من غير المخاطبين بأحكام قانون الخدمة المدنية الدائمون والمؤقتون بمكافآت شاملة بكل من: 1. الهيئات العامة الاقتصادية 2. العاملون بالدولة الذين تنظم شئون توظيفهم قوانين أو لوائح خاصة 3. ذوو المناصب العامة والربط الثابت الذين تدرج اعتماداتهم المالية بالموازنة تمنح الجهات التالية العاملين بها منحة شهرية تعادل الفرق بين نسبة العلاوة الدورية السنوية ونسبة العلاوة الخاصة المقررة (12%) كحد أقصى ولا تضم هذه المنحة للأجر الأساسي وتصرف كمبلغ مقطوع: 1. شركات القطاع العام 2. شركات قطاع الأعمال | 75                           |                              | مضمومة إلى الأجر الأساسي في تاريخ إقرارها | غير معفاة             | - يكون الحد الأدنى لقيمة العلاوة الدورية السنوية المستحقة للعاملين المخاطبين بقانون الخدمة المدنية مبلغ 75 جنيه. - يزاد شهرياً الحافز الإضافي الممنوح للعاملين المخاطبين بقانون الخدمة المدنية والعاملين الغير مخاطبين بقانون الخدمة المدنية بالفئات المالية المقطوعة التالية للدرجات المالية الآتية أو ما يعادل كل منها: 1. الدرجات الرابعة فما دونها: 150 جنيه. 2. الدرجة الثالثة: 200 جنيه. 3. الدرجة الثانية: 250 جنيه. 4. الدرجة الأولى: 300 جنيه. 5. درجة مدير عام / كبير: 325 جنيه. 6. الدرجة العالية: 350 جنيه. 7. الدرجة الممتازة: 375 جنيه. |
| 36 | 69 لسنة 2021   | 2021/06/13     | 2021/06/30     | 2021/07/01     | 2021/07/01               | 13%          | العاملين في الدولة داخل جمهورية مصر العربية من غير المخاطبين بأحكام قانون الخدمة المدنية الدائمون والمؤقتون بمكافآت شاملة بكل من: 1. الهيئات العامة الخدمية 2. الهيئات العامة الاقتصادية 3. العاملون بالدولة الذين تنظم شئون توظيفهم قوانين أو لوائح خاصة 4. ذوو المناصب العامة والربط الثابت الذين تدرج اعتماداتهم المالية بالموازنة لا تسري نسبة العلاوة الممنوحة على كل من الجهات التالية التي تمنح العاملين بها علاوة دورية سنوية بنسبة لا تقل عن 7% من الأجر الوظيفي ويمنح هؤلاء علاوة خاصة تحسب على أساس الفرق بين نسبة العلاوة الخاصة المقررة (13%) والنسبة التي تحسب على أساسها العلاوة الدورية السنوية وتضم قيمتها للأجر الأساسي: 1. الهيئات العامة الخدمية 2. الهيئات العامة الاقتصادية 3. غيرها من الأشخاص الاعتبارية العامة تمنح الجهات التالية العاملين بها منحة شهرية تعادل الفرق بين نسبة العلاوة الدورية السنوية ونسبة العلاوة الخاصة المقررة (13%) كحد أقصى ولا تضم هذه المنحة للأجر الأساسي وتصرف كمبلغ مقطوع ويصدر الوزراء كل فيما يخصه القرارات اللازمة لتنفيذ لذلك: 1. شركات القطاع العام 2. شركات قطاع الأعمال | 75                           |                              | مضمومة إلى الأجر الأساسي في تاريخ إقرارها | غير معفاة             | - يكون الحد الأدنى لقيمة العلاوة الدورية السنوية المستحقة للعاملين المخاطبين بقانون الخدمة المدنية مبلغ 75 جنيه. - يزاد شهرياً الحافز الإضافي الممنوح للعاملين المخاطبين بقانون الخدمة المدنية والعاملين الغير مخاطبين بقانون الخدمة المدنية بالفئات المالية المقطوعة التالية للدرجات المالية الآتية أو ما يعادل كل منها: 1. الدرجات الرابعة فما دونها: 175 جنيه. 2. الدرجة الثالثة: 225 جنيه. 3. الدرجة الثانية: 275 جنيه. 4. الدرجة الأولى: 325 جنيه. 5. درجة مدير عام / كبير: 350 جنيه. 6. الدرجة العالية: 375 جنيه. 7. الدرجة الممتازة: 400 جنيه. |
| 37 | 16 لسنة 2022   | 2022/03/31     | 2022/03/31     | 2022/04/01     | 2022/04/01               | 15%          | العاملين في الدولة داخل جمهورية مصر العربية من غير المخاطبين بأحكام قانون الخدمة المدنية الدائمون والمؤقتون بمكافآت شاملة بكل من: 1. الهيئات العامة الخدمية 2. الهيئات العامة الاقتصادية 3. الذين تنظم شئون توظيفهم قوانين أو لوائح خاصة 4. ذوو المناصب العامة والربط الثابت الذين تدرج اعتماداتهم المالية بالموازنة لا تسري نسبة العلاوة الممنوحة على كل من الجهات التالية التي تمنح العاملين بها علاوة دورية سنوية بنسبة لا تقل عن 8% من الأجر الوظيفي، ويمنح هؤلاء علاوة خاصة تحسب على أساس الفرق بين نسبة العلاوة الخاصة المقررة (15%) والنسبة التي تحسب على أساسها العلاوة الدورية السنوية وتضم قيمتها للأجر الأساسي: 1. الهيئات العامة الخدمية 2. الهيئات العامة الاقتصادية 3. غيرها من الأشخاص الاعتبارية العامة تمنح الجهات التالية العاملين بها منحة شهرية تعادل الفرق بين نسبة العلاوة الدورية السنوية ونسبة العلاوة الخاصة المقررة (15%) كحد أقصى ولا تضم هذه المنحة للأجر الأساسي وتصرف كمبلغ مقطوع ويصدر الوزراء كل فيما يخصه القرارات اللازمة لتنفيذ لذلك: 1. شركات القطاع العام 2. شركات قطاع الأعمال                 | 100                          |                              | مضمومة إلى الأجر الأساسي في تاريخ إقرارها | غير معفاة             | - يعجل استحقاق العلاوة الدورية السنوية للعاملين المخاطبين بأحكام قانون الخدمة المدنية ليصبح 2022/04/01 وتكون بنسبة 8% من الأجر الوظيفي لكل منهم في 2022/03/31 بحد أدنى 100 جنيه. - يزاد شهرياً الحافز الإضافي الممنوح للعاملين المخاطبين بقانون الخدمة المدنية والعاملين الغير مخاطبين بقانون الخدمة المدنية بالفئات المالية المقطوعة التالية للدرجات المالية الآتية أو ما يعادل كل منها: 1. الدرجات الرابعة فما دونها: 175 جنيه. 2. الدرجة الثالثة: 225 جنيه. 3. الدرجة الثانية: 275 جنيه. 4. الدرجة الأولى: 325 جنيه. 5. درجة مدير عام / كبير: 350 جنيه. 6. الدرجة العالية: 375 جنيه. 7. الدرجة الممتازة: 400 جنيه. |
| 38 | 166 لسنة 2022  | 2022/11/14     | 2022/11/01     | 2022/11/01     | ـــ                      | ـــ          | العاملين بالدولة المخاطبين بأحكام قانون الخدمة المدنية والغير مخاطبين بأحكام قانون الخدمة المدنية الدائمون والمؤقتون بمكافآت شاملة بكل من: 1. الهيئات العامة الخدمية 2. الهيئات العامة الاقتصادية 3. العاملون بالدولة الذين تنظم شئون توظيفهم قوانين أو لوائح خاصة 4. ذوو المناصب العامة والربط الثابت الذين تدرج اعتماداتهم المالية بالموازنة |                              |                              | غير مضمومة |                       | علاوة غلاء معيشة استثنائية مقدارها 300 جنيه شهريا. |
| 39 | 18 لسنة 2023   | 2023/03/29     | 2023/03/31     | 2023/04/01     | 2023/04/01               | 15%          | العاملين في الدولة داخل جمهورية مصر العربية من غير المخاطبين بأحكام قانون الخدمة المدنية الدائمون والمؤقتون بمكافآت شاملة بكل من: 1. الهيئات العامة الخدمية 2. الهيئات العامة الاقتصادية 3. الذين تنظم شئون توظيفهم قوانين أو لوائح خاصة 4. ذوو المناصب العامة والربط الثابت الذين تدرج اعتماداتهم المالية بالموازنة لا تسري نسبة العلاوة الممنوحة على كل من الجهات التالية التي تمنح العاملين بها علاوة دورية سنوية بنسبة لا تقل عن 8% من الأجر الوظيفي، ويمنح هؤلاء علاوة خاصة تحسب على أساس الفرق بين نسبة العلاوة الخاصة المقررة (15%) والنسبة التي تحسب على أساسها العلاوة الدورية السنوية وتضم قيمتها للأجر الأساسي: 1. الهيئات العامة الخدمية 2. الهيئات العامة الاقتصادية 3. غيرها من الأشخاص الاعتبارية العامة تمنح الجهات التالية العاملين بها منحة شهرية تعادل الفرق بين نسبة العلاوة الدورية السنوية ونسبة العلاوة الخاصة المقررة (15%) كحد أقصى ولا تضم هذه المنحة للأجر الأساسي وتصرف كمبلغ مقطوع: 1. شركات القطاع العام 2. شركات قطاع الأعمال                                                                         | 125                          |                              | مضمومة إلى الأجر الأساسي في تاريخ إقرارها | غير معفاة             | - يعجل استحقاق العلاوة الدورية السنوية للعاملين المخاطبين بأحكام قانون الخدمة المدنية ليصبح 2023/04/01 وتكون بنسبة 8% من الأجر الوظيفي لكل منهم في 2023/03/31 بحد أدنى 125 جنيه. - يزاد شهرياً الحافز الإضافي الممنوح للعاملين المخاطبين بقانون الخدمة المدنية والعاملين الغير مخاطبين بقانون الخدمة المدنية بالفئات المالية المقطوعة التالية للدرجات المالية الآتية أو ما يعادل كل منها: 1. الدرجات الرابعة فما دونها: 300 جنيه. 2. الدرجة الثالثة: 400 جنيه. 3. الدرجة الثانية: 400 جنيه. 4. الدرجة الأولى: 400 جنيه. 5. درجة مدير عام / كبير: 500 جنيه. 6. الدرجة العالية: 500 جنيه. 7. الدرجة الممتازة: 500 جنيه. - يكون الحد الأدنى لإجمالي الزيادات المقررة بالمواد 1و2و3 من القانون مبلغ 1000 جنيه. |
| 40 | 172 لسنة 2023  | 2023/10/25     | 2023/10/01     | 2023/10/01     | ـــ                      | ـــ          | العاملين بالدولة المخاطبين بأحكام قانون الخدمة المدنية والغير مخاطبين بأحكام قانون الخدمة المدنية الدائمون والمؤقتون بمكافآت شاملة بكل من: 1. الهيئات العامة الخدمية 2. الهيئات العامة الاقتصادية 3. العاملون بالدولة الذين تنظم شئون توظيفهم قوانين أو لوائح خاصة 4. ذوو المناصب العامة والربط الثابت الذين تدرج اعتماداتهم المالية بالموازنة |                              |                              | غير مضمومة |                       | تزاد علاوة غلاء المعيشة الاستثنائية المقررة بالقانون رقم 166 لسنة 2022 ليصبح مقدارها 600 جنيه شهريا. |
| 41 | 9 لسنة 2024    | 2024/02/21     | 2024/02/29     | 2024/03/01     | 2024/03/01               | 15%          | العاملين في الدولة داخل جمهورية مصر العربية الدائمون والمؤقتون بمكافآت شاملة بكل من: 1. الهيئات العامة الخدمية 2. الهيئات العامة الاقتصادية 3. الذين تنظم شئون توظيفهم قوانين أو لوائح خاصة 4. ذوو المناصب العامة والربط الثابت الذين تدرج اعتماداتهم المالية بالموازنة لا تسري نسبة العلاوة الممنوحة على كل من الجهات التالية التي تمنح العاملين بها علاوة دورية سنوية بنسبة لا تقل عن 10% من الأجر الوظيفي، ويمنح هؤلاء علاوة خاصة تحسب على أساس الفرق بين نسبة العلاوة الخاصة المقررة (15%) والنسبة التي تحسب على أساسها العلاوة الدورية السنوية وتضم قيمتها للأجر الأساسي: 1. الهيئات العامة الخدمية 2. الهيئات العامة الاقتصادية 3. غيرها من الأشخاص الاعتبارية العامة تمنح الجهات التالية العاملين بها منحة شهرية تعادل الفرق بين نسبة العلاوة الدورية السنوية ونسبة العلاوة الخاصة المقررة (15%) كحد أقصى ولا تضم هذه المنحة للأجر الأساسي وتصرف كمبلغ مقطوع: 1. شركات القطاع العام 2. شركات قطاع الأعمال |                              |                              | مضمومة إلى الأجر الأساسي في تاريخ إقرارها |                       | - يعجل استحقاق العلاوة الدورية السنوية للعاملين المخاطبين بأحكام قانون الخدمة المدنية ليصبح 2024/03/01 وتكون بنسبة 10% من الأجر الوظيفي لكل منهم في 2024/02/29 بحد أدنى 150 جنيه. - يزاد شهرياً الحافز الإضافي الممنوح للعاملين المخاطبين بقانون الخدمة المدنية والعاملين الغير مخاطبين بقانون الخدمة المدنية بالفئات المالية المقطوعة التالية للدرجات المالية الآتية أو ما يعادل كل منها: 1. الدرجة السادسة: 500 جنيه. 2. الدرجة الخامسة: 550 جنيه. 3. الدرجة الرابعة: 600 جنيه. 4. الدرجة الثالثة: 650 جنيه. 5. الدرجة الثانية: 700 جنيه. 6. الدرجة الأولى: 750 جنيه. 7. درجة مدير عام: 800 جنيه. 8. الدرجة العالية: 850 جنيه. 9. الدرجة الممتازة: 900 جنيه. - يكون الحد الأدنى لإجمالي الزيادات المقررة بالمواد 1و2و3 من القانون: 1. مبلغ 1000 جنيه للدرجات المالية الرابعة فما دونها. 2. مبلغ 1100 جنيه للدرجات المالية الأولى حتى الثالثة. 3. مبلغ 1200 جنيه للدرجات المالية من مدير عام فما فوقها. |
| 42 | 89 لسنة 2025   | 2025/06/17     | 2025/06/30     | 2025/07/01     | 2025/07/01               | 15%          | |                              |                              | |                       | [ 259 ] |

### علاوات أخرى
| م | التشريع المنظم                                    | تشريعات التعديلات | قرارات اللائحة التنفيذية للتشريع المنظم | الحالة | ملاحظات |
| - | ------------------------------------------------- | ----------------- | --------------------------------------- | ------ | ------- |
|   | منح علاوة اجتماعية إضافية قانون رقم 113 لسنة 1982 |                   |                                         |        |         |
|   | تقرير علاوة إجتماعية قانون رقم 118 لسنة 1981      |                   |                                         |        |         |

## التأمين الإجتماعي والمعاشات

### التأمينات والمعاشات
| م | التشريع المنظم | تشريعات التعديلات | قرارات اللائحة التنفيذية للتشريع المنظم | الحالة | ملاحظات |
| - | --- | --- | --- | ------ | --- |
|   | التأمينات الإجتماعية والمعاشات قانون رقم 148 لسنة 2019                                                                            | - قانون رقم 8 لسنة 2024 - قانون رقم 18 لسنة 2023 | - قرار رئيس مجلس الوزراء رقم 487 لسنة 2022 - قرار رئيس مجلس الوزراء رقم 2437 لسنة 2021 |        | |
|   | التأمينات الاجتماعية والمعاشات قانون رقم 135 لسنة 2010                                                                            | - قانون رقم 79 لسنة 2013 في شأن إلغاء القانون رقم 135 لسنة 2010 - قانون رقم 2 لسنة 2012 | |        | |
|   | شأن القواعد التي تتبع في حالات الإنتقال بين أنظمة التأمين الإجتماعي قرار رئيس الجمهورية رقم 62 لسنة 1986                          | | |        | |
|   | نظام التأمين الإجتماعي الشامل قانون رقم 112 لسنة 1980                                                                             | - قانون رقم 22 لسنة 1999 - قانون رقم 85 لسنة 1997 - قانون رقم 88 لسنة 1996 - قانون رقم 26 لسنة 1995 - قانون رقم 206 لسنة 1994 - قانون رقم 176 لسنة 1993 - قانون رقم 32 لسنة 1992 - قانون رقم 16 لسنة 1991 - قانون رقم 61 لسنة 1981 | - قرار وزاري رقم 55 لسنة 2015 - قرار وزاري رقم 250 لسنة 1980 |        | ألغي بموجبه: - القانون رقم 112 لسنة 1975 |
|   | أنظمة التأمين الإجتماعي الخاص البديلة قانون رقم 64 لسنة 1980                                                                      | | |        | |
|   | التأمين الإجتماعي على العاملين المصريين في الخارج قانون رقم 50 لسنة 1978                                                          | - قانون رقم 80 لسنة 2017 - قانون رقم 118 لسنة 2014 - قانون رقم 19 لسنة 2001 - قانون رقم 204 لسنة 1994 - قانون رقم 33 لسنة 1984 - قانون رقم 61 لسنة 1981 | |        | |
|   | التأمين الإجتماعي على أصحاب الأعمال ومن في حكمهم قانون رقم 108 لسنة 1976                                                          | - قانون رقم 80 لسنة 2017 - قانون رقم 120 لسنة 2014 - قانون رقم 118 لسنة 2014 - قانون رقم 19 لسنة 2001 - قانون رقم 204 لسنة 1994 - قرار رئيس الجمهورية رقم 449 لسنة 1988 - قانون رقم 48 لسنة 1984 - قانون رقم 61 لسنة 1981 | |        | |
|   | نظام التأمين الإجتماعي لفئات القوى العاملة التي لم تشملها قوانين المعاشات والتأمين الإجتماعي قانون رقم 112 لسنة 1975              | | |        | |
|   | التأمين الاجتماعي قانون رقم 79 لسنة 1975                                                                                          | - قانون رقم 160 لسنة 2018 - قانون رقم 3 لسنة 2017 - قانون رقم 117 لسنة 2015 - قانون رقم 120 لسنة 2014 - قانون رقم 118 لسنة 2014 - قانون رقم 79 لسنة 2013 - قانون رقم 130 لسنة 2009 - قانون رقم 153 لسنة 2006 - قانون رقم 91 لسنة 2003. - قانون رقم 86 لسنة 2000. - قانون رقم 12 لسنة 2000 - قانون رقم 207 لسنة 1994: أنشئ بموجبه الهيئة القومية للتأمين الاجتماعي لتتولى إدارة صندوق التأمينات للعاملين بالجهاز الإداري للدولة وبالهيئات العامة وصندوق التأمينات للعاملين بالمؤسسات العامة وبالوحدات الإقتصادية وبالقطاعين التعاوني والخاص، وتحل محل الهيئة القومية للتأمين والمعاشات والهيئة القومية للتأمينات الاجتماعية - قانون رقم 204 لسنة 1994 - قانون رقم 30 لسنة 1992 - قانون رقم 1 لسنة 1991 - قانون رقم 14 لسنة 1990 - قانون رقم 113 لسنة 1987 - قانون رقم 107 لسنة 1987 - قانون رقم 110 لسنة 1985 - قانون رقم 47 لسنة 1984 - قانون رقم 77 لسنة 1981 - قانون رقم 61 لسنة 1981 - قانون رقم 41 لسنة 1981 - قانون رقم 102 لسنة 1980 - قانون رقم 93 لسنة 1980 - قانون رقم 32 لسنة 1978 - قانون رقم 25 لسنة 1977 | أحكام عدم الدستورية: - القضية رقم 25 لسنة 8 قضائية دستورية - القضية رقم 34 لسنة 13 قضائية دستورية - القضية رقم 65 لسنة 30 قضائية دستورية - القضية رقم 9 لسنة 34 قضائية دستورية - القضية رقم 188 لسنة 35 قضائية دستورية |        | - ألغي بموجبه: - الأمر الصادر في 26 ديسمبر 1854 في شأن المعاشات المدنية - الأمر الصادر في 11 يناير 1871 في شأن المعاشات المدنية - الأمر الصادر في 21 يونيو 1887 في شأن المعاشات المدنية - القانون رقم 5 لسنة 1909 في شأن المعاشات المدنية - القانون رقم 37 لسنة 1929 في شأن المعاشات المدنية - لائحة صندوق المعاشات للمستخدمين الداخلين في هيئة العمال ببلدية الإسكندرية الصادرة سنة 1930 - القانون رقم 27 لسنة 1954 - القانون رقم 25 لسنة 1957 - القانون رقم 1 لسنة 1962 - القانون رقم 77 لسنة 1962 - القانون رقم 50 لسنة 1963 - القانون رقم 33 لسنة 1964 - القانون رقم 63 لسنة 1964 - القانون رقم 75 لسنة 1964 - قرار رئيس الجمهورية رقم 185 لسنة 1968 - أنشئ بموجبه: - الهيئة العامة للتأمين والمعاشات وتتولى إدارة صندوق التأمينات للعاملين بالجهاز الإداري للدولة وبالهيئات العامة - الهيئة العامة للتأمينات الاجتماعية وتتولى إدارة صندوق التأمينات للعاملين بالمؤسسات العامة وبالوحدات الإقتصادية وبالقطاعين التعاوني والخاص |
|   | اشتراك العاملين المصريين الذين يعملون بعقود شخصية في الخارج في نظام التأمينات الاجتماعية قانون رقم 74 لسنة 1973                   | | |        | |
|   | قواعد الجمع بين المرتب أو المكافأة أو المعاش قرار رئيس الجمهورية رقم 185 لسنة 1968                                                | | |        | |
|   | حساب مدد العمل السابقة في المعاش بالنسبة إلى أعضاء السلكين الدبلوماسي والقنصلي قانون رقم 22 لسنة 1966                             | | |        | |
|   | منح معاشات ومكافآت استثنائية قانون رقم 71 لسنة 1964                                                                               | - قانون رقم 10 لسنة 1978 - قانون رقم 13 لسنة 1974 | |        | |
|   | التأمينات الإجتماعية قانون رقم 63 لسنة 1964                                                                                       | - قانون رقم 41 لسنة 1981 - قانون رقم 101 لسنة 1974 - قانون رقم 88 لسنة 1974 - قانون رقم 82 لسنة 1974 - قانون رقم 35 لسنة 1974 - قانون رقم 61 لسنة 1973 - قانون رقم 56 لسنة 1973 - قانون رقم 48 لسنة 1973 - قانون رقم 39 لسنة 1973. - قانون رقم 33 لسنة 1973 - قانون رقم 44 لسنة 1972 - قانون رقم 92 لسنة 1971 - قانون رقم 63 لسنة 1971. - قانون رقم 45 لسنة 1970 - قانون رقم 40 لسنة 1970 - قانون رقم 4 لسنة 1969 - قرار رئيس الجمهورية رقم 1175 لسنة 1968 - قرار رئيس الجمهورية رقم 1585 لسنة 1967 - قانون رقم 44 لسنة 1966 - قرار رئيس الجمهورية رقم 3621 لسنة 1964 - قرار رئيس الجمهورية رقم 3298 لسنة 1964 | |        | |
|   | منح معاشات للموظفين والمستخدمين الذين انتهت خدمتهم قبل أول أكتوبر سنة 1956 ولم يحصلوا على معاش قانون رقم 33 لسنة 1964             | قانون رقم 2 لسنة 1970 | |        | |
|   | التأمين والمعاشات لموظفي الدولة ومستخدميها وعمالها المدنيين قانون رقم 50 لسنة 1963                                                | - قانون رقم 87 لسنة 1974 - قانون رقم 82 لسنة 1974 - قانون رقم 44 لسنة 1974 - قانون رقم 48 لسنة 1973 - قانون رقم 34 لسنة 1973 - قانون رقم 44 لسنة 1972 - قانون رقم 93 لسنة 1971 - قانون رقم 5 لسنة 1971 - قرار رئيس الجمهورية رقم 2035 لسنة 1969 - قرار رئيس الجمهورية رقم 601 لسنة 1964 - قانون رقم 20 لسنة 1968 - قانون رقم 44 لسنة 1966 - قانون رقم 160 لسنة 1964 | |        | |
|   | عدم جواز الجمع بين مرتب الوظيفة في الشركات التي تساهم فيها الدولة وبين المعاش المستحق قبل التعيين فيها قانون رقم 77 لسنة 1962     | | |        | |
|   | صرف مرتب أو أجر أو معاش ثلاثة شهور عند وفاة الموظف أو المستخدم أو صاحب المعاش قانون رقم 1 لسنة 1962                               | | |        | |
|   | التأمين والمعاشات لمستخدمي الدولة وعمالها الدائمين قانون رقم 37 لسنة 1960                                                         | | |        | |
|   | التأمين والمعاشات لموظفي الدولة المدنيين قانون رقم 36 لسنة 1960                                                                   | - قرار رئيس الجمهورية رقم 670 لسنة 1962 - قانون رقم 64 لسنة 1961 - قانون رقم 136 لسنة 1960 | |        | |
|   | حساب مدد العمل السابقة في المعاش قانون رقم 250 لسنة 1959                                                                          | قانون رقم 103 لسنة 1964 | |        | |
|   | التأمينات الاجتماعية قانون رقم 92 لسنة 1959                                                                                       | - قانون رقم 41 لسنة 1981 - قرار رئيس الجمهورية رقم 207 لسنة 1964 - قانون رقم 38 لسنة 1964 - قانون رقم 64 لسنة 1963 - قرار رئيس الجمهورية رقم 3295 لسنة 1962 - قرار رئيس الجمهورية رقم 3294 لسنة 1962 - قانون رقم 155 لسنة 1961 - قانون رقم 143 لسنة 1961 - قانون رقم 21 لسنة 1960 | |        | |
|   | منح مكافآت ومعاشات استثنائية قانون رقم 58 لسنة 1957                                                                               | | |        | |
|   | تعديل لائحة التعاقد للعلماء المدرسين والعلماء الموظفين بالأزهر قانون رقم 27 لسنة 1954                                             | | |        | |
|   | عدم جواز توقيع الحجز على مرتبات الموظفين والمستخدمين أو معاشاتهم أو مكافآتهم أو حوالتها إلا في أحوال خاصة قانون رقم 111 لسنة 1951 | | |        | |
|   | وضع قواعد لدفع احتياطي المعاش المتأخر على الموظفين الذين رخص لهم بحسبان مدد خدمتهم المؤقتة في المعاش قانون رقم 39 لنسنة 1929      | | |        | |
|   | المعاشات قانون رقم 37 لسنة 1929                                                                                                   | - قانون رقم 151 لسنة 1960 - قانون رقم 9 لسنة 1957 | |        | |
|   | المعاشات قانون رقم 5 لسنة 1909 | - قانون رقم 151 لسنة 1960 - قانون رقم 91 لسنة 1960 | |        | |
|   | المعاشات الأمر الصادر في 29 يونيو 1887                                                                                            | | |        | |
|   | المعاشات الأمر الصادر في 11 يناير 1871                                                                                            | | |        | |
|   | المعاشات الأمر الصادر في 26 ديسمبر 1854                                                                                           | | |        | |

### استبدال المعاشات
| م | التشريع المنظم                                                      | تشريعات التعديلات | قرارات اللائحة التنفيذية للتشريع المنظم | الحالة | ملاحظات |
| - | ------------------------------------------------------------------- | --- | --------------------------------------- | ------ | ------- |
|   | شروط وأوضاع استبدال المعاشات قرار رئيس الجمهورية رقم 1663 لسنة 1963 | |                                         |        |         |
|   | لائحة استبدال المعاشات قرار رئيس الجمهورية رقم 2139 لسنة 1960       | |                                         |        |         |
|   | استبدال المعاشات قانون رقم 38 لسنة 1929                             | - قانون رقم 57 لسنة 1976 - قرار رئيس الجمهورية لسنة 1957 - قانون رقم 44 لسنة 1966 - قانون رقم 36 لسنة 1957 - قانون رقم 32 لسنة 1933 |                                         |        |         |

### زيادة المعاشات
| م | التشريع المنظم                                           | تشريعات التعديلات                                                              | قرارات اللائحة التنفيذية للتشريع المنظم | الحالة | ملاحظات |
| - | -------------------------------------------------------- | ------------------------------------------------------------------------------ | --------------------------------------- | ------ | ------- |
|   | قانون رقم 9 لسنة 2024                                    |                                                                                |                                         |        |         |
|   | قانون رقم 99 لسنة 2018                                   |                                                                                |                                         |        |         |
|   | قانون رقم 80 لسنة 2017                                   |                                                                                |                                         |        |         |
|   | قرار رئيس الجمهورية رقم 704 لسنة 2013                    |                                                                                |                                         |        |         |
|   | قرار رئيس المجلس الأعلى للقوات المسلحة رقم 110 لسنة 2012 |                                                                                |                                         |        |         |
|   | قانون رقم 81 لسنة 2012                                   |                                                                                |                                         |        |         |
|   | قرار رئيس الجمهورية رقم 127 لسنة 2010                    |                                                                                |                                         |        |         |
|   | قرار رئيس الجمهورية رقم 147 لسنة 2009                    |                                                                                |                                         |        |         |
|   | قرار رئيس الجمهورية رقم 160 لسنة 2006                    | قرار رئيس الجمهورية رقم 433 لسنة 2013.                                         |                                         |        |         |
|   | قرار رئيس الجمهورية رقم 176 لسنة 2005                    | - قرار رئيس الجمهورية رقم 122 لسنة 2013 - قرار رئيس الجمهورية رقم 80 لسنة 2013 |                                         |        |         |
|   | قانون رقم 156 لسنة 2005                                  |                                                                                |                                         |        |         |
|   | قانون رقم 88 لسنة 2004                                   |                                                                                |                                         |        |         |
|   | قانون رقم 150 لسنة 2002                                  |                                                                                |                                         |        |         |
|   | قانون رقم 20 لسنة 1999                                   | قانون رقم 89 لسنة 2000                                                         |                                         |        |         |
|   | قانون رقم 83 لسنة 1997                                   |                                                                                |                                         |        |         |
|   | قانون رقم 26 لسنة 1995                                   |                                                                                |                                         |        |         |
|   | قانون رقم 24 لسنة 1995                                   |                                                                                |                                         |        |         |
|   | قانون رقم 204 لسنة 1994                                  |                                                                                |                                         |        |         |
|   | قانون رقم 14 لسنة 1991                                   |                                                                                |                                         |        |         |
|   | قانون رقم 150 لسنة 1988                                  |                                                                                |                                         |        |         |
|   | قانون رقم 116 لسنة 1982                                  |                                                                                |                                         |        |         |
|   | قانون رقم 61 لسنة 1981                                   |                                                                                |                                         |        |         |
|   | قانون رقم 137 لسنة 1980                                  |                                                                                |                                         |        |         |
|   | قانون رقم 62 لسنة 1980                                   |                                                                                |                                         |        |         |
|   | قانون رقم 44 لسنة 1978                                   |                                                                                |                                         |        |         |
|   | قانون رقم 7 لسنة 1977                                    |                                                                                |                                         |        |         |
|   | قانون رقم 46 لسنة 1974                                   |                                                                                |                                         |        |         |

### إصابات العمل وأمراض المهنة
| م | التشريع المنظم                                           | تشريعات التعديلات | قرارات اللائحة التنفيذية للتشريع المنظم | الحالة | ملاحظات |
| - | -------------------------------------------------------- | ----------------- | --------------------------------------- | ------ | ------- |
|   | التأمين والتعويض عن إصابات العمل قانون رقم 202 لسنة 1958 |                   |                                         |        |         |
|   | التعويض عن أمراض المهنة قانون رقم 117 لسنة 1950          |                   |                                         |        |         |
|   | إصابات العمل قانون رقم 89 لسنة 1950                      |                   |                                         |        |         |
|   | التأمين الإجباري عن حوادث العمل قانون رقم 86 لسنة 1942   |                   |                                         |        |         |
|   | إصابات العمل قانون رقم 64 لسنة 1936                      |                   |                                         |        |         |

### التأمين الصحي
| م | التشريع المنظم | تشريعات التعديلات                                                                 | قرارات اللائحة التنفيذية للتشريع المنظم  | الحالة | ملاحظات |
| - | --- | --------------------------------------------------------------------------------- | ---------------------------------------- | ------ | ------- |
|   | نظام التأمين الصحي الشامل قانون رقم 2 لسنة 2018 |                                                                                   | قرار رئيس مجلس الوزراء رقم 909 لسنة 2018 |        |         |
|   | تنظيم التأمين الصحي على الفلاحين وعمال الزراعة قانون رقم 127 لسنة 2014                                                                                  |                                                                                   | قرار رئيس مجلس الوزراء رقم 981 لسنة 2015 |        |         |
|   | إصدار اللائحة التنظيمية لبرنامج الرعاية الصحية لغير القادرين من أصحاب معاش الضمان الاجتماعي قرار وزاري رقم 556 لسنة 2015                                |                                                                                   |                                          |        |         |
|   | نظام التأمين الصحي على الأطفال دون السن المدرسي قانون رقم 86 لسنة 2012                                                                                  | قانون رقم 3 لسنة 2017                                                             | قرار وزاري رقم 60 لسنة 2013              |        |         |
|   | نظام التأمين الصحي على المرأة المعيلة قانون رقم 23 لسنة 2012                                                                                            |                                                                                   | قرار وزاري رقم 911 لسنة 2012             |        |         |
|   | نظام التأمين الصحي على الطلاب قانون رقم 99 لسنة 1992 | قانون رقم 3 لسنة 2017                                                             |                                          |        |         |
|   | نظام العلاج التأمينى للعاملين في الحكومة ووحدات الإدارة المحلية والهيئات والمؤسسات العامة قانون رقم 32 لسنة 1975                                        |                                                                                   |                                          |        |         |
|   | الترخيص للهيئة العامة للتأمين الصحي بأداء خدمات طبية وصيدلية مقابل أجر قرار رئيس الجمهورية رقم 2323 لسنة 1967                                           |                                                                                   |                                          |        |         |
|   | إنشاء الهيئة العامة للتأمين الصحي قرار رئيس الجمهورية رقم 1209 لسنة 1964                                                                                |                                                                                   |                                          |        |         |
|   | تبعية المؤسسة الصحية العمالية ومستشفياتها ووحدات الإسعاف العلاجية وفروعها وعيادتها وصيدلياتها للهيئة العامة للتأمينات الاجتماعية قانون رقم 94 لسنة 1964 |                                                                                   |                                          |        |         |
|   | التأمين الصحي للعاملين في الحكومة وهيئات الإدارة المحلية والهيئات العامة والمؤسسات العامة قانون رقم 75 لسنة 1964                                        | - قرار رئيس الجمهورية رقم 1585 لسنة 1967 - قرار رئيس الجمهورية رقم 3298 لسنة 1964 |                                          |        |         |
|   | المؤسسة الصحية العمالية قرار رئيس الجمهورية رقم 571 لسنة 1961                                                                                           |                                                                                   |                                          |        |         |

### الصناديق
| م | التشريع المنظم | تشريعات التعديلات                                   | قرارات اللائحة التنفيذية للتشريع المنظم | الحالة | ملاحظات |
| - | --- | --------------------------------------------------- | --------------------------------------- | ------ | ------- |
|   | إنشاء صندوق نظام تأمين الأسرة قانون رقم 11 لسنة 2004                                                                     | قانون رقم 113 لسنة 2015                             |                                         |        |         |
|   | إنشاء صندوق للتأمين والمعاشات لموظفي الدولة المدنيين وآخر لموظفي الهيئات ذات الميزانيات المستقلة قانون رقم 394 لسنة 1956 | قانون رقم 160 لسنة 1957                             |                                         |        |         |
|   | إنشاء صندوق للتأمين وآخر للإدخار والمعاشات لموظفي المجالس البلدية ومجالس المديريات قانون رقم 381 لسنة 1955               |                                                     |                                         |        |         |
|   | إنشاء صندوق للتأمين والإدخار والمعاشات لموظفي وزارة الأوقاف قانون رقم 269 لسنة 1953                                      |                                                     |                                         |        |         |
|   | إنشاء صندوق للتأمين وآخر للإدخار والمعاشات لموظفي الدولة المدنيين قانون رقم 316 لسنة 1952                                | - قانون رقم 691 لسنة 1954 - قانون رقم 632 لسنة 1953 |                                         |        |         |
|   | لائحة صندوق المعاشات للمستخدمين الداخلين في هيئة العمال ببلدية الإسكندرية الصادرة سنة 1930                               |                                                     |                                         |        |         |

### الضمان الاجتماعي
| م | التشريع المنظم                                               | تشريعات التعديلات | قرارات اللائحة التنفيذية للتشريع المنظم | الحالة | ملاحظات |
| - | ------------------------------------------------------------ | --- | --- | ------ | --- |
|   | الضمان الإجتماعي قانون رقم 12 لسنة 2025                      | | | ساري   | حل بموجبه: - صندوق تكافل وكرامة محل الصندوق المركزي للضمان الإجتماعي ألغي بموجبه: - القانون رقم 137 لسنة 2010 - المادة 49 من قانون الطفل رقم 12 لسنة 1996 |
|   | برنامج تكافل وكرامة قرار رئيس مجلس الوزراء رقم 540 لسنة 2015 | | |        | |
|   | الضمان الاجتماعي قانون رقم 137 لسنة 2010                     | قانون رقم 15 لسنة 2015 | - قرار وزاري رقم 186 لسنة 2015 - قرار وزاري رقم 267 لسنة 2014 - قرار وزاري رقم 187 لسنة 2013 - قرار وزاري رقم 100 لسنة 2013 - قرار وزاري رقم 178 لسنة 2012 - قرار وزاري رقم 451 لسنة 2010 | ملغي   | ألغي بموجبه: - القانون رقم 30 لسنة 1977 |
|   | الضمان الاجتماعي قانون رقم 30 لسنة 1977                      | - قانون رقم 87 لسنة 2000 - قانون رقم 22 لسنة 1999 - قانون رقم 85 لسنة 1997 - قانون رقم 88 لسنة 1996 - قانون رقم 26 لسنة 1995 - قانون رقم 206 لسنة 1994 - قانون رقم 177 لسنة 1993 - قانون رقم 32 لسنة 1992 - قانون رقم 16 لسنة 1991 - قانون رقم 38 لسنة 1978 | | ملغي   | ألغي بموجبه: - القانون رقم 133 لسنة 1964 |
|   | الضمان الإجتماعي قانون رقم 133 لسنة 1964                     | قانون رقم 107 لسنة 1975 | | ملغي   | ألغي بموجبه: - القانون رقم 116 لسنة 1950 |
|   | الضمان الإجتماعي قانون رقم 116 لسنة 1950                     | - قانون رقم 36 لسنة 1954 - قانون رقم 172 لسنة 1952 | | ملغي   | |

### الادخار
| م | التشريع المنظم                                   | تشريعات التعديلات       | قرارات اللائحة التنفيذية للتشريع المنظم | الحالة | ملاحظات                                 |
| - | ------------------------------------------------ | ----------------------- | --------------------------------------- | ------ | --------------------------------------- |
|   | نظام الادخار للعاملين قانون رقم 13 لسنة 1975     |                         |                                         |        | ألغي بموجبه: - القانون رقم 21 لسنة 1967 |
|   | إنشاء نظام ادخار للعاملين قانون رقم 21 لسنة 1967 | قانون رقم 122 لسنة 1973 |                                         | ملغي   | ألغي بموجبه: - القانون رقم 42 لسنة 1965 |
|   | إنشاء نظام ادخار قانون رقم 42 لسنة 1965          |                         |                                         | ملغي   |                                         |

### بنك ناصر الاجتماعي
| م | التشريع المنظم | تشريعات التعديلات | قرارات اللائحة التنفيذية للتشريع المنظم | الحالة | ملاحظات |
| - | --- | --- | --------------------------------------- | ------ | ------- |
|   | إنشاء صندوق نظام تأمين الأسرة التابع لبنك ناصر الاجتماعي قانون رقم 11 لسنة 2004                                                               | قانون رقم 113 لسنة 2015 |                                         |        |         |
|   | تحديد النسبة التي تخصص لبنك ناصر الاجتماعي من صافي أرباح الوحدات الاقتصادية التابعة للمؤسسات العامة قرار رئيس الجمهورية رقم 137 رقم لسنة 1974 | |                                         |        |         |
|   | تشكيل مجلس إدارة الهيئة العامة لبنك ناصر الاجتماعي قرار رئيس الجمهورية رقم 3036 رقم لسنة 1971                                                 | |                                         |        |         |
|   | ضم الإدارة العامة لبيت المال في الهيئة العامة لبنك ناصر الاجتماعي قرار رئيس الجمهورية رقم 2937 رقم لسنة 1971                                  | |                                         |        |         |
|   | إنشاء هيئة عامة باسم بنك ناصر الاجتماعي قانون رقم 66 لسنة 1971                                                                                | - قانون رقم 92 لسنة 2000 - قانون رقم 56 لسنة 1979 - قانون رقم 21 لسنة 1978 - قانون رقم 115 لسنة 1975 - قانون رقم 60 لسنة 1975 | قرار وزاري رقم 146 لسنة 2011            |        |         |

### الهيئة القومية للتأمين الاجتماعي
| م | التشريع المنظم                                                                                               | تشريعات التعديلات                                                                          | قرارات اللائحة التنفيذية للتشريع المنظم | الحالة | ملاحظات |
| - | --- | ------------------------------------------------------------------------------------------ | --------------------------------------- | ------ | ------- |
|   | تشكيل مجلس إدارة الهيئة القومية للتأمين الاجتماعي قرار رئيس الجمهورية رقم 392 لسنة 2020                      |                                                                                            |                                         |        |         |
|   | تشكيل مجلس إدارة الهيئة القومية للتامين الإجتماعي قرار رئيس مجلس الوزراء رقم 1181 لسنة 2012                  |                                                                                            |                                         |        |         |
|   | ضم بعض السادة إلى عضوية مجلس إدارة الهيئة القومية للتأمين الإجتماعي قرار رئيس مجلس الوزراء رقم 892 لسنة 2011 |                                                                                            |                                         |        |         |
|   | تشكيل مجلس إدارة الهيئة القومية للتامين الإجتماعي قرار رئيس مجلس الوزراء رقم 2226 لسنة 1994                  |                                                                                            |                                         |        |         |
|   | إنشاء الهيئة المصرية العامة للتأمين والعلاج الطبي قرار رئيس الجمهورية رقم 3104 لسنة 1971                     | قرار رئيس الجمهورية رقم 1927 لسنة 1974 في شأن إلغاء قرار رئيس الجمهورية رقم 3104 لسنة 1971 |                                         |        |         |
|   | إنشاء المجلس الأعلى للتأمينات والتكافل الإجتماعي قرار رئيس الجمهورية رقم 2633 لسنة 1971                      |                                                                                            |                                         |        |         |
|   | الإذن لوزير الخزانة في استثمار أموال الهيئة العامة للتأمين والمعاشات قرار رئيس الجمهورية رقم 272 لسنة 1962   |                                                                                            |                                         |        |         |
|   | تعديل اسم مصلحة التأمين والمعاشات إلى الهيئة العامة للتأمين والمعاشات قرار رئيس الجمهورية رقم 694 لسنة 1961  |                                                                                            |                                         |        |         |
|   | إعتبار مؤسسة التأمينات الإجتماعية مؤسسة عامة قانون رقم 95 لسنة 1961                                          |                                                                                            |                                         |        |         |

## أنظر أيضاً
- قائمة تشريعات الاستثمار والمناطق الحرة (مصر)
- قائمة تشريعات المناطق الاقتصادية (مصر)
- قائمة تشريعات التعاقدات والمناقصات والمزايدات (مصر)
- قائمة تشريعات الطاقة والثروة المعدنية (مصر)
- قائمة تشريعات السياحة (مصر)
- قائمة تشريعات الزراعة (مصر)
- قائمة تشريعات النقل (مصر)
- قائمة تشريعات التعمير (مصر)
- قائمة تشريعات الصحة (مصر)
- قائمة تشريعات الرياضة (مصر)
- قائمة تشريعات التنمية (مصر)
- قائمة تشريعات التجارة والشركات (مصر)
- قائمة تشريعات المواصفات والقياس (مصر)
- قائمة تشريعات الاستيراد والتصدير (مصر)
- قائمة تشريعات الإتفاقيات الدولية (مصر)
- قائمة تشريعات الرقابة والحماية والتحكيم (مصر)
- قائمة تشريعات الأسواق والأدوات المالية غير المصرفية (مصر)
- قائمة تشريعات المصارف والنقد (مصر)
- قائمة تشريعات الضرائب والجمارك والرسوم (مصر)
- قائمة تشريعات الصناعة (مصر)